# ザ・ペンギンズ from マダガスカル
『ザ・ペンギンズ from マダガスカル』（原題：The Penguins of Madagascar、略称：PoM）は、2008年11月28日から2015年12月19日までアメリカで放送されたニコロデオン及びドリームワークス・アニメーション製作のコンピュータグラフィックスコメディアニメシリーズ。

## 概要
マダガスカルシリーズ（『マダガスカル』『マダガスカル2』『マダガスカル3』）の人気キャラクターであるペンギンズたちを主人公にしたスピンオフ作品で、アメリカ合衆国・ニューヨークにあるセントラルパーク動物園を舞台に自称「国際派エリート秘密組織」のペンギンズが活躍する物語となっている。ニコロデオン作品としては『スポンジ・ボブ』、『ドーラといっしょに大冒険』、『ジミー・ニュートロン 僕は天才発明家!』に続き地上波放送4作品目となる。全米の初回プレミア放送では1,400万人が視聴し、子供向け番組視聴率No.1を獲得した。第37回デイタイム・エミー賞スペシャルクラスアニメーション作品賞受賞。邦題のタイトルの多くは映画・ドラマ・ヒット曲などのパロディが採用されている。
NHK Eテレ、BShi、BSプレミアム、ディズニー・チャンネルでは、字幕放送を実施しており、黄色は隊長、水色はキング・ジュリアン、緑色はコワルスキー、その他のキャラクターは白色で表示される。なお、リコのセリフはEテレのシーズン2までは半角カナ表示が多かったがシーズン3からは他のキャラクターと同じく漢字やひらがなも使用している。NHK Eテレでは現在は放送されていない。

## 登場動物
キャラクター名の表記は、左側は日本語で右側は英語。声優の表記は、左側は日本語版で右側は英語版。また、アメリカ版と日本版では放送順が大きく違うため、ストーリーの論理性はアメリカ版に準じて記する。

### ペンギンズ
隊長曰く精鋭部隊。訓練に訓練を積んで強靭なペンギンを育成している。動物たちの困りごとや敵の襲撃に対抗して物事を解決してくれる秘密結社。だが、その行動は隊長の独断によるものであることも多い。
隊長 / Skipper
声 - 飛田展男 / トム・マクグラス
ペンギンズのリーダー。一人称は「私」。4人の中では2番目に身長が低いが、最も低い新人とほとんど変わらない（新人と比べ頭が平らになっている）。任務に作戦名を付け、仲間に的確な指示を送る司令塔の役割を持つ。ブラックユーモアを好み、軍人のような性格で指揮能力も高いが、コワルスキー曰く「性格破綻者」。隊員たちに愛ある平手打ちをすることがある。民主主義と故郷のことわざである「仕事のやり方はただひとつ。きっちりやる。私流に」がモットー。ハンスによって企てられた、「コペンハーゲン事件」によってデンマーク人と対立してしまい、デンマークや、首都のコペンハーゲンには絶対に行きたがらない。コワルスキーが発明した「キツネザルが居ない場所を探してくれる機械」が2つの候補地を挙げた際には「デンマークだけは行けない」と言い張り、残った月が目的地となった。いきすぎた妄想でとんでもない推論を立てることがある。魚を入れたコーヒーを飲むのが習慣。趣味はボトルシップ作り。アンコウ料理が得意だが新人曰く「すごくまずい」。特技は変装で、レパートリーには「酒場のチンピラ、ナイフのジャック」「世界的オペラ歌手、ディエゴ・ガルシア」「リッチな実業家、リンカーン・ダグラス」などがある。また、西部開拓時代にあこがれている節があり、彼の保安官に扮した姿がたびたび登場する。一叩きでセイウチを倒した経験を持つ。メキシコのジャングルに8年間潜伏していた経験からスパニッシュギターの演奏が上手。体のどこかにタトゥーを入れている。他の隊員が恐れおののいていることにも一人で立ち向かえるほど勇敢かつ大胆な性格だが、針（特に注射）が大の苦手で、ヒッピーとメートル法も嫌っている。昔は今よりもたくさんの部下がいたが、尻の不備で失ってしまったらしい。また、チーム内で唯一訪日経験があり、京都市へ訪問する、ペンギンズの訓練に相撲を取り入れる、食事に寿司を出すなど、親日家の一面も持つ。恋多き男でもありセントラルパークへ来たキッカや塩素で白くなったマリーンに恋をしたことがある。ジュリアンのことを嫌っているような発言をすることがありドクター・シオフキーに二人が親友であると勘違いされたときは否定していたが、ジュリアンの頼みを聞いたり助けたりしており、2人で行動することも多い。ストレスを感じたり動揺した時などに目元がけいれんしてしまう癖を持っている。彼の願望は、戦車・ヘリコプター・ミサイルを自分のものにすること。
隊長ゾンビ
隊長が翼を折った時に変貌したゾンビのような姿。筋肉を緩める鎮痛剤の軟膏を塗ったとき動いたため体中に軟膏が付いてしまい、包帯が絡まったためゾンビのような姿になってしまった（この時、隊員達は隊長が咳き込んだのと、TVの死を推測する発言から死んだと勘違いしていた）。自分の姿に気付かなかったり、言葉がうまく話せなかったため隊員に真実を話せないでいた。しかし、隊員達は真実を話した後もまだ疑って、取り押さえた所、建物の屋上から落ち、全員骨折した（隊長は元々の左翼に加え右翼、コワルスキーは左翼、リコは両翼、新人は右翼）。
ドギツィー・ハードパンチ
隊長がスーパーヒーローになりきったときの名前。目の周りに黒いマスクをつける。マスクド・オケッツーをズタボロにした。
コワルスキー / Kowalski
声 - 石井康嗣（TV版）、手塚秀彰（ザ・ムービー） / ジェフ・ベネット（TV版）、クリス・ミラー（ザ・ムービー）
ペンギンズのブレイン的存在で、状況報告と作戦の考案が彼の役目。4人の中では一番の高身長である。一人称は「私」。ボードとペンを持ち歩き、その場の状況を瞬時に分析する。そろばん、はかり、匂いのでる動物図鑑を持っている。知性には自信があるが、文字を読むのは苦手、したがって彼の計画書やレポートはほとんど絵で構成されている。脳や体にダメージを受けるとかなり幼稚な発言をすることがある。普段は落ち着いた話し方をしているが、興奮すると声が裏返る。また、意外と涙を見せることも多い。科学に関しては異常なほど興奮してしまうマニアで、周りが見えなくなってしまい仲間を危険な目に遭わせることもあるマッドサイエンティスト。実験や発明をライフワークとしているが、発明品が元でトラブルになることも多く隊長に発明を禁止されたり、回の終わりに彼にお仕置きされたこともあった。科学の力が絶対だと信じており魔法や迷信の類には否定的だが、魔法の噴水に願いをかけ、レーザー照準器付きの連発式ビームブラスターを手に入れた際には喜びのあまり「魔法だ!」と連呼していた。隊長たちが化学を理解していないと不満に思っているふしがある。（ペンギンに歯は無いが）歯の検査を受けることを恐れている。ドリスに片想いをしている。特技はバンジョーの演奏や雑学ゲーム。キャンディが好き。無神論者。隊長が不在のときは彼がリーダーの位置にいることが多い。コワルスキー自身、隊長の代わりにふさわしいのは自分だという自覚があるらしく、自身が指揮官に昇進した際に備え、想定される敵の攻撃シナリオと対抗策をファイルにまとめている。更に、クロノカービュレーターの故障によって隊長たちが時間停止状態に陥った際、時間が止まり動けない隊長たちを放置し、ジュリアンを「相棒」と呼び、2人で好き放題をしたり 、隊長が一時的にチームから離脱した際にはリコと新人に自分のことを「コワルスキー司令官」と呼ばせ、軍人のような立ち振舞をしたり。彼の願望は、「ハイパー巨大頭脳」を完成させること。
ミスターブレインストーム
スーパーヒーローになりきったときに名乗った名前。頭に脳の帽子を被りマントをする。新人とリコとともに動物園の犯罪防止に取り組む。
リコ / Rico
声 - 岩崎正寛（TV版）、関貴昭（ザ・ムービー） / ジョン・ディマジオ（TV版）、コンラッド・ヴァーノン（ザ・ムービー）
メンバーの中で最も凶暴な肉体派ペンギン。頭の後ろの毛が立っている。また、くちばしの左側に傷跡がある。他のメンバーと比べてあまり言葉らしい言葉を話さないが、一人称は「リコ」（まれに「俺」）。隊長曰く「世界的に類を見ない変人」であり、クレイジーさが武器でジュリアンにはクレイジーフェイスやクレイジービーストと呼ばれることがある。底無しの胃袋に武器などを格納することができる。他のメンバーの指示に応じて楽器から機械、榴弾砲まで様々な道具を吐き出す。中でも爆弾やバズーカ等の爆発物が大好きで、何でもすぐに破壊したがる。そのため、それをキング・ジュリアンに利用されたことも。コワルスキーの失敗作を破壊するのも彼の役目。また、彼自身が物になることがあり、シュレッダー・マシンガン・掃除機・砲身などになる。あまりにも破壊行動が過ぎると、自ら破壊兵器と化して周りの物を破壊し続ける。食いしん坊で魚やお菓子が大好き。なかでも「マシュマロ・ニャンニャン」というピンク色で四角い猫のマシュマロが大好物だが、隊長曰くリコは「マシュマロ・クレージー」であり、食べると凶暴になってしまうため隊長に禁止されている。まともな言語能力をほとんど持たず、うめき声や雄叫び、単語や擬音の言い方でコミュニケーションを取っているがペンギンズや他の動物たちには通じているようである。イヌの真似をするのも得意。口癖は「ドッカーン!」「サカナー!」「カブラボー（英語の「ドカーン」という擬音語（Kaboom）とブラボー（Bravo）を合わせたもの）」。迷信を異常なほど信じやすく、呪いをかけられたと思い込み脅えて基地から出ようとしなくなったり、人形のガールフレンド・パーキーちゃんを大切にしたりと、普段の凶暴さとは反対の一面も見られる。絵画や切手収集が趣味。ゴキブリと友達である。コーンドッグ（日本でいうアメリカンドッグ）が大好物で、ごみ箱に捨ててあったものでもおかまいなしに食べてしまう。彼の願望は、ロボットを叩きのめすこと。
ベンキー
スーパーヒーローになりきったときに名乗った名前。メット帽を被り背中に便座をつける。動物園の犯罪防止に取り組む。
新人 / Private
声 - 石田泰弘 / ジェームズ・パトリック・スチュワート（TV版）、クリストファー・ナイツ（ザ・ムービー）
メンバーの中では一番の若手であると同時に一番の常識ペンギン。4人の中では身長が一番低いが、隊長とほとんど変わらない。隊長と比べ頭が丸っこい。また、全体的にも丸っとした体をしている。一人称は「僕」。とても穏やかな優しい性格で、かわいさが売り。口も達者で、それでジュリアンを丸め込めたこともあるが、未熟さゆえ、ジュリアンやマリーンに基地の秘密などを暴露してしまうこともある。ペンギンズに入隊する前は、「ミスター・タックス」と名乗るミニゴルフの達人であった。目隠しをしたまま隊長の攻撃を避けるなど戦闘能力は高い。臆病だが、ときには体を張った任務をこなすこともある。また、おとり捜査は彼の十八番。ピーナッツバターチョコバーが大好物で、アナグマが苦手。日本語版では「〜っす」をよく語尾に付けている。ナイジェルという親戚のおじさんがいる。行動を起こすときに「チェスト!」というのが癖。持ち前のかわいさから動物園のパンフレットの表紙を飾っていたが、一時はモートにその座を譲る。しかしシーズン2からは自身の表紙に戻った。メルヘン好きで「ルナコーンズ」というアニメ番組や、シェイクスピア劇の大ファンである。魔法を信じている。動物園の病院で働いているインターンの女医に一目惚れをしたことがある。軍人としての冷酷さに欠けるところがあり、見るからに悪人である動物のことも信じたり、攻撃以外の解決策を探そうとしたりするなどの行動を隊長に諌められることもある。カナダのコテージで妻と卵に囲まれて幸せな人生を送るのが夢。彼の願望は、アヒルの子供をすべて自分のものにすること。ザ・ムービーではふ化した直後からまだ幼鳥であった隊長たち3羽と出会いチーム結成と共にメンバーに加わっている。
ハイパーかわゆさ
コワルスキーの発明品「かわゆさアナライザー」によってもたらされたかわゆさを使った武器。相手を自分の可愛さでノックアウトさせる技を発動することができる（ただし新人本人はあまり使うのを快く思っていない）。羽の生え代わりの時期で羽が抜けた状態のままで「ハイパーかわゆさ」を発動させると逆にあまりの気持ち悪さにリコは吐き出す、赤ん坊が泣く、大人と子供が逃げる、高齢者が気絶するなど動物園をパニックに陥らせるほどの破壊力を出す。
アイアン・ペンギン
スーパーヒーローになりきったときに名乗った名前。初登場は「触れられざる者」で、皮膚に猛毒があるために触れることができなかったバリーに対して触れる為に作った鎧を装着した姿。足のジェットで空を飛ぶ。この回ではベスビオ兄弟の荷物の回収の際に登場した後に、動物園の犯罪防止に取り組んだ。キメ台詞は「やんちゃはこれまでだ」。それ以降も、フィロスの副産物として宇宙に出来てしまった巨大バブルの調査や、基地に侵入しようとするスズメバチの迎撃などの際に登場している。なお、スズメバチの針は通らなかったものの、スズメバチたちに鎧のネジを外されて使い物にならない状態となった。

### セントラルパーク動物園の動物たち
キング・ジュリアン（ワオキツネザル） / King Julien
声 - 佐藤せつじ（TV版）、塩屋浩三（ザ・ムービー） / ダニー・ジェイコブズ
自己中心的でいつもトラブルを巻き起こす自称キツネザルの王様。一人称は「わし」。モート、モーリスと共にジュリアンズを構成している。ペンギン栄誉賞の受賞者。故郷はマダガスカル。舌ったらずな喋り方や間違った言葉遣いが特徴。ダンスが大好きで、極めて上手い。なぜかポルカを毛嫌いしている。空の神に対する信仰が深く、自分のことを「空の神様のお気に（お気に入りの意）」と信じている。自慢の足を触られることを嫌っており、アイススケート勝負の際、ネズミたちが足を触れたことに激昂して暴れまくり、自身より二回りほど大きなドブネズミをノックアウトしたこともある。時にモートやモーリスを邪険に扱うが、二匹のことは友達だと思っており、いなくなると必ず探し出す。魚と魚のにおいと胡桃が大嫌い。自分の王国は動物園だけでなく動物園周辺エリアも支配下と言い張っている。
よくペンギンズを馬鹿にしたり、ちょっかいを出しており、隊長とは因縁があるが、目的や意見が一致したときは良きペアとなる。また、隊長のことは心底嫌っている訳では無く、隊長の取材に応じてフルーツを差し出したり、カウボーイ姿の隊長の写真を写真立てに入れて持っている。隊長は普段ジュリアンのことを敵だと認識していると知らされ、悲しみのあまり泣きながら前述の写真立てを投げ捨てていた。隊長からの呼び名は、初期は「原始ザル」だったが、ぬいぐるみ工場でのミッションからリングテール（ごくまれにジュリアン）となった。変装が得意と称しているがそのレベルはかなり低い。しかし物まねは上手く隊長も認めるほど。初めてリコの名を呼んだときは名前を何度も間違えていた。 他の動物を見下すことが多いが、ドクター・シオフキーやドリスなどハンドウイルカについては「芸を仕込まれた魚には敵わない」と負けを認めた。 古い友人にサンタクロースがいる。迷惑をかけることが多いが、稀に必要不可欠な存在になることもある。「モートの親友」の回では、キングも仕事分担が必要だと言いくるめられ、モーリスの足の裏を尻尾でくすぐる奉仕をさせられた。
マスクド・オケッツー
スーパーヒーローになりきったときに名乗った名前。だが、実際に真似ていたのは悪役だった（貢物を差し出していたため）。マスクは尻にしていた。ドギツィー・ハードパンチに攻撃され退却した。
モーリス（アイアイ） / Maurice
声 - 宝亀克寿 / ケビン・マイケル・リチャードソン
キング・ジュリアンのお世話係であり監視役。不満な顔をしながらも毎日キング・ジュリアンと行動を共にしている。一人称は「私」。しかし状況によりジュリアンに加勢する時としない時がある。彼の不満が行き過ぎて、モートでシェイクしたスムージーや、自分の耳を掃除したサクランボをジュリアンに出したことがある。音楽が好きなキング・ジュリアンのためにヒューマンビートボックスや歌のコーラス、あるいはドラムをするなど音楽が得意。音楽以外にもマッサージやスムージー作り、また、ヨーヨーの腕で高い技術を持つ。いわゆる「常識人」であり、コワルスキーいわく哺乳類にしては頭が良く親指も使えるため、ペンギンズの任務においても活躍することが多い。ずんぐりとした体格だが、本人曰く「太っちょではなく、骨太」とのこと。一度、メイソンとフィルがアリスのオフィスにあるFAXから送られた一枚の紙から余命一日しかないと動物達から大きな勘違いをされたことがある。彼の願望は、キングとして君臨し、ジュリアンを家来にすること。
モート（コビトキツネザル） / Mort
声 - 岡林史泰（TV版）、山口勝平（ザ・ムービー） / アンディ・リクター
キング・ジュリアンにつきまとう熱狂的なファン。一人称は「モート」。または「僕」。名誉ペンギン。可愛い見た目から人間からは人気があり、動物たちからもかわいいと認識されているようで、赤ちゃんフォッサとじゃれ合う姿を見たマリーンに「ダブルかわゆい」と言わしめている。尻尾の名前はロドニー。キング・ジュリアンの足が大好きだが、ペンギンズの訓練や偶然見つけたゲーム機に夢中になったことで足に興味を示さなくなったことがある。彼の体は「おとぼけオーラ」に包まれており、痛みを感じることはない。隊長からは「めんたま」や「モート」と呼ばれている。思考が単純なために、ジュリアンの目茶苦茶な命令でも言われた通りに実行する。一時ドブネズミの大王になったこともある。尻尾には空腹時用のイチゴジャムを塗っている。
マリーン（カワウソ） / Marlene
声 - 藤村歩 / ニコール・サリヴァン
カリフォルニアの水族館出身。一人称は「私」。動物園きっての常識の持ち主であり現実主義者のため、しばしば隊長やキング・ジュリアンの言動に呆れている。「マジで」「オーケー」が口癖。スパニッシュ・ギターを愛用している。彼女はある時期まで無自覚だったが、イビキが物凄い。動物園の外に出ると眠っていた野性が目覚めて獰猛になり、誰も歯が立たないほど強くなる。動物園に入ると元に戻り、その間の記憶はなくなる。野生化した際、ジュリアンに恋をしたことがある。シーズン3以降、コワルスキーの発明品のおかげで動物園の外に出ても野生化しなくなった。
野生化しなくなった後は、隊長と一緒に任務に同行し、2人で局員Xを撃退した。
漂白剤で真っ白になったときは隊長やキング・ジュリアンたちから一目惚れされ、アリーンという名の北極ミンクと勘違いされた。
彼女の運命の相手は、スパニッシュギターが得意で、ワイルドなイケメンカワウソ。
彼女の願望は、スパニッシュギターを買い占め、アーチ型の広い天井を持つ部屋で男に演奏してもらうこと。
『マダガスカル』シリーズには登場しないキャラクターの一人であり、以降のキャラクターも全員オリジナルキャラクターである（メイソン・フィル・テッドを除く）。
ロジャー（ワニ） / Roger
声 - 荻野晴朗 / リチャード・カインド
動物園近くの下水道に住んでいたワニ。一人称は「ボク」。もともとはペットだったが、小さい時にトイレに捨てられた。気が弱く心優しい性格で、それが仇となり、一時はドブネズミに家を乗っ取られた。手先が器用で、マフィンを焼いたり、工作、スクラップブック作り、編み物をするのが趣味。歌が上手で、新人に「天使の歌声」と言わしめた。彼の歌「下水の子守唄」は作品のBGMとしても使われている。歌手になるのが夢で、ブロードウェイで実際に歌ったこともある。フロリダ出身。シーズン2より長く住んだ下水道からセントラルパーク動物園へ引っ越し、同時に動物園の仲間入りを果たした。
メイソン（チンパンジー） / Mason
声 - 荻野晴朗 / コンラッド・ヴァーノン
インテリな英国紳士かぶれのチンパンジー。一人称は「私」。相方フィルとモンキーズを構成している。フィルの手話の通訳者でもあり、人間の文化や社会に精通している。紅茶や詩をたしなむのが趣味。一応フィルに糞を投げることは許可しているものの、とても潔癖症好きであることが災いして潔癖症になりかけたことがある。カナダ生まれと偽っているらしい。
フィル（チンパンジー） / Phil
しゃべることができず手話で会話をするチンパンジー。動物の中で唯一文字を読むことができる。相方のメイソンとは正反対の性格で、だらしなく片づけが嫌い。チェスでよくイカサマをする。チェッカーにはチェックメイトがあると思っていて、チェックメイトがルールにないことをメイソンに何度も説明されている。ホーボーケン動物園からやってきたルルに一目惚れをして恋をしたことがある。
バート（ゾウ） / Burt
声 - 荻野晴朗 / ジョン・ディマジオ
力持ちでピーナッツが大好きなゾウ。一人称は「オイラ」。絵画趣味を持つ。ネズミが大の苦手。密かに「若気の至り」でタトゥーを入れているらしい。願いが叶う不思議な泉の力によってパリに行ったことがある。日本語版では時折語尾に「〜ゾウ」と付ける。
ロイ（サイ） / Roy
声 - 宝亀克寿 / ダニー・ジェイコブズ
大きなツノが自慢のサイ。一人称は「オレ」。ジュリアンに尻にラクガキされたときは激怒して追いかけ続けた。ルナコーンファンである。
ゴリとラー（ゴリラ） / Bada and Bing
声 - ゴリ：岩崎正寛 、ラー：岡林史泰 / ゴリ：ジョン・ディマジオ、ラー：ケビン・マイケル・リチャードソン
ゴリラの兄弟。一人称はゴリは「オレ」ラーは「オレ」または「オイラ」。乱暴者でワガママ。動物園全体の作戦会議では隊長と激しい討論を繰り返している。ラーはウサギのぬいぐるみやルナコーン好き。過去には、ロイの居住区にバナナの皮を捨てるという迷惑行為をやっていた。バナナのほかにペパロニが乗ったピザも大好物。日本語版では口癖はそれぞれ「ゴリ」「ラー」。
ピンキー（フラミンゴ） / Pinky
声 - 岡林史泰 / ケビン・マイケル・リチャードソン
ピンク色のオスのフラミンゴ。お尻の羽を抜かれることが嫌い。ペンギンズのゴーフィッシュ作戦に参加した際に、魚と魚クッキーをすり替えてペンギンズに一杯喰わせるという策略家な一面を見せた。居住区には他に3匹の仲間のフラミンゴがいる。
ジョーイ（カンガルー） / Joey
声 - 荻野晴朗 / ジェームズ・パトリック・スチュワート
凶暴で乱暴者のカンガルー。一人称は「オレっち」または「ジョーイ様」と呼び、日本語版では語尾に「〜っち」「〜ど」と土佐弁の語尾をつける（原語版では、オーストラリア訛りの英語で話す）。ペンギンズも恐れる荒くれ者で、自分の居住区に入った者には容赦しない。しかし、ペンギンズの開く会議にはほとんど出席し、パーティーのことを知らせるなど友好的な一面もある。強者と主張しているが局員X、超人モート、たまごちゃんには全く歯がたたなかった。ビーチボールがお気に入り。
レナード（コアラ） / Leonard
声 - 荻野晴朗 / ダナ・スナイダー
シーズン2から登場。ペンギンズを異常なほど恐れている怖がりなコアラ。夜行性。隊長曰く「ヒッピー」とのこと。乗り物酔いしやすい。一時期、ペンギンズの爆弾によって居住区を壊され、工事が終わるまでジョーイの居住区に移動させられていた。
バリー（イチゴヤドクガエル） / Barry
声 - 石上祐一 / ケヴィン・マクドナルド
ホーボーケン動物園からセントラルパーク動物園の爬虫類館にやってきたヤドクカエル。一人称は「オレ」皮膚には毒を持ち、人差し指で少し触れただけでも体中に毒がまわり、新人を除きペンギンズは皮膚に発疹が出来、ダウンした。毒を武器に動物園の動物たちを脅して牛耳ったが、全身鉄の鎧を着た新人に逆転され敗北し、新人をはじめとする動物たちと和睦するに至った。シーズン2以降も登場しているが、ほとんど台詞は無い。
ダーラ（マントヒヒ） / Darla
声 - タルタエリ / グレイ・デリスル
三匹いるマントヒヒのうちの一匹でメス。ダンスが得意。「ノリの魔法」を操ることができ、相手のノリやブギを奪うことができる。18時間ぶっとおしで踊り続けることができる。シーズン1でジュリアンがかなりの対抗意識を抱いていた。シーズン2ではメイソン、フィルの横に混じって登場。マリーンの招集でゲームナイトに参加したこともあった。
シーズン3では背景キャラとして登場。新しい動物の歓迎パーティーに三匹のマントヒヒの内の一匹と踊っていた。また、「秘密のトンネル」の話でも他の動物達と混じって仲間のマントヒヒ一匹と公園に出て夜中騒いでいたが、動物園に戻る途中秘密のトンネル内でバートが抜けなくなってしまいジュリアン達の一番後ろで立ち止まり、待ちぼうけをくらってしまう。
テッド（ホッキョクグマ） / Ted
たまに姿を見せるホッキョクグマ。『マダガスカル』のスピンオフ短編『ペンギン大作戦』で姿を見せている。
本作では喋る機会がなく（喋ろうとすると必ずさえぎられる。）、マリーンが「最後にテッドが喋ったのを聞いたのはいつか」というほど。
隊長が強化訓練「ペルト」を実行した際は、極地にいる猛獣の代わりとして利用された。
ランディ（ヒツジ） / Randy
声 - 荻野晴朗 / ウィル・フライドル
ふれあい動物園にすむ羊。一人称は「オレ」。子供に嫌がらせをされた仕返しに噛みついたことで檻に入れられていた。同情したペンギンズによって農場へと連れていかれたが、羊毛用に飼われている羊を見たことにより気が変わって動物園に帰った。隊長とリコから護身術を伝授され、子供を撃退するに至った。ペンギンズ同様ジュリアンを嫌っており、ふれあい動物園に来たジュリアンを追い払うためにペンギンズ達に知恵を貸した。
ウサギ
ふれあい動物園に来た、キングジュリアンに家来にされていたウサギ達。かわいい姿にかかわらず強い。
三匹いるうち、一匹はフラッフィー。
シーズン3ではふれあい動物園とよく似た3匹のウサギが背景キャラとして登場した。
メンドリ / Blue Hen
声 - 藤村歩
ふれあい動物園にすむメンドリ。デラウェア州の農場生まれ。勝負の結果をすべて当てることから「超能力チキン」と称され、ゴリとラーから重宝されたが、実は綿密な研究と論理学によって結果を導き出している天才ニワトリだった。コワルスキー曰くペンギンズより20倍賢い。喋れないふりをしていたが実は話せる。初登場時はアメリカ大統領の座を目指していた。ペンギンズの心理も完全に分析しており、攻撃をすべて避けた。「か」を「コワ」と発音し、「コケ」や「コー」など鳴き声と重なる部分は強調する。TV中継でボクシングの結果を出そうとするがコワルスキーのダンスに気を取られたことが原因で失敗する。
その後、ペンギンズに仕返しし、デラウェア州から上院議員を目指すために再び登場したが、隊長に敗北した。
シェリー（ダチョウ）
声 - 込山順子
メスのダチョウ。シーズン1では台詞が無かったが、シーズン2にて台詞付きで登場。ガスが設置した水飲み場に首を突っ込んでしまった所をリコに助けてもらい一目惚れする。あの手この手でリコを自分に振り向かせようとし、最終的にリコの持つパーキーちゃんをこっそり捨てるも、自身の行動が間違いであることを悟り、ペンギンズと協力してパーキーちゃんを回収した。その後はおもちゃ屋で見つけたムキムキの男のプラスチック人形を「ケンくん」と名付けて夢中になっている。
ヘビ
サビオとは別種類のヘビ。ガスの初登場回のヘビ攻めでも登場している。
ベビーフォッサ
マダガスカルからやってきたフォッサ。かわいい外見から動物たちに好かれていたが、キツネザルの天敵としてキングジュリアンだけには恐れられていた。ただフォッサ自身はジュリアンをパパと思い込んでいる。ペンギンズが1度も倒せていないサビオの3度の敗戦の原因の1つがフォッサによる噛みつき攻撃である。その後、マダガスカルに帰った。
ベッキーとステイシー
メスのアナグマ。
ヤマアラシ
姿は登場しない。アイスホッケーの試合で新人が彼の居住区に落ちて、全身にトゲが刺さった。
スカンク
姿は登場しない。ジュリアンがモートのぬいぐるみを彼の居住区に入れて、臭いをつけさせた。ジュリアンが自分の居住区に客を集中させれために、ダーラ達の居住区にスカンクの入った箱を落とした。
クモザル
姿は登場しない。ペンギンズが動物園から脱走する際に、コワルスキーが提案したおとり作戦で、彼らを檻から出し、大暴れさせようとしたが、実行されることはなかった。
レッドローデシアンヤマネコ
動物園に新しくきたメスのヤマネコ。マックスが局員Xに気づかれないよう、ペンキでオスのヤマネコに化かせるが、ペンキが剥げ、見抜かれてしまう。しかし、アリスに本物のヤマネコが入っている檻に入れられる。本名のヤマネコをマックスに化かせ、Xは彼女に襲われてしまう。

### 動物園外の動物たち
ドクター・シオフキー（ハンドウイルカ） / Dr.Blowhole
声 - 高木渉 / ニール・パトリック・ハリス
もう一人の敵役。ペンギンズの宿敵。一人称は「私」。シーズン3で本名はフランシス（Francis）でドリスの兄と判明した。コニーアイランドの遊園地のイルカショーで火の輪くぐりをさせられていたことから人間に対して強い復讐心を持ち、通信教育で博士号を取り（「私を愛したペンギン」の回で語っている）、大量のロブスターを従えハイビジョン映像のスクリーンや、重低音サラウンド音声のスピーカー、衛星追跡監視機能など最新の機材を用いていつかは地球征服を果たそうと企んでいる。日本語版ではペンギンズのことを「ペンギュインズ」と英語訛りで呼んでいる（原語版では、「Peng-you-ins」と呼んでいる。）。また、それを阻止しようとするペンギンズに対しても敵対心を持っている。一時、ペンギンズがアジトへ踏み込んだときジュリアンとともに世界征服を達成しかけたが、ジュリアンの寝返りのためロブスターを置いて退却して行った。隊長が言う「敵」とは彼を指すことが多く、隊長は皆既日食で太陽が消えたのは彼の仕業だと考えていた。
シーズン2に再登場した時はハンスを脱獄させ、発明品「マインド・ジャッカー」により隊長の記憶を喪失させた。その後隊長を倒したことで邪魔者を排除した動物園でコワルスキー達を凶暴なモンスターに変えようとしたが、偶然居合わせたジュリアンのMP3プレイヤーに当たりプレイヤー自体が凶暴化。その後そのプレイヤーに乗り町の破壊を試みるもペンギンズにより計画は阻止、再度逃走を図るも隊長の操作で「マインド・ジャッカー」を浴びせられて彼自身記憶喪失となり、別の水族館に移されて飼育員によって彼はフリッピー（Flippy）と呼ばれることになり自身もフリッピーだと信じ込むようになったが、移されたこちらでもまた火の輪くぐりをさせられることになってしまった。
シーズン3「夢のフィロス」の話でもコワルスキーが未だにフリッピーと信じ込んでいることを述べていた。その後フリッピーとして再登場した時は温和な性格になり、他の動物たちや人間に対し友好的に話し、輪くぐりなどの芸も楽しんでやっている。自分は「水族館の人気者」だと喜んでいた。だが、ペンギンズを助けるつもりで来たドリスの操作ミスで「マインド・ジャッカー」を浴びてしまい再び自身の記憶を取り戻してしまう。その後シーズン2以前から計画をしていた「高潮のパー」の計画で高波を起こすつもりだったがコワルスキーの口車に乗せられドリスに入れ替わり水槽に入れられ、トラクタービームの装置はリコが破壊。アジトは崩壊したものの、無事生還。しかし助けられたパーカーに報酬を取り立てられる形となり、彼の計画は全て幕を閉じることとなった。
歌唱力にたけており、『続・ドクター・シオフキーの逆襲』では、その歌声は新人から「天使のコーラス」と評された。
ロブスター軍団 / Lobster Minions
声 - 岩崎正寛、岡林史泰、荻野晴朗 / ジェフ・ベネット、ジョン・ディマジオ、ジェームズ・パトリック・スチュワート、ダニー・ジェイコブズ
ドクター・シオフキーの部下。彼の作戦の為に勤めるかなり忠実な部下であり、その数は膨大。だが肉弾戦ともなるとペンギンズの前に無力さがむき出しとなる。また、指が無いために鉛筆などは持てない。一番の側近はレッド・ワン。また、彼の実験台ともなることもあるなど損な役割が多い。
フレディとジョンソン（ペンギン） / Manfredi and Johnson
声 - 岡林史泰、荻野晴朗 / ジェームズ・パトリック・スチュワート、ダニー・ジェイコブズ
ことあるごとに隊長やコワルスキー、まれに新人の口から語られる伝説の2匹のペンギン。彼らは世間知らずで純粋すぎたため、脱出用の海底トンネルだと思って誤ってシロイルカの尻の穴に入り1ヶ月話すことができなくなる（コワルスキー曰く、話せても支離滅裂）、ゾウの脚に偽装された爆弾で吹き飛ばされるなど、散々な目に遭っている。変わり果てた姿で宅配便で送られてきた。エクアドルでピラニアに遭遇し最期を迎えたと思われていたが、シーズン3の『私を愛したペンギン』でシービル水族館のペンギンになっていて、偶然その場にいたペンギンズを呼んだものの、気付かれないままおいていかれた。
フレディは頭の羽根が逆立っていて、片羽にギプスを付けていて体に傷があり、右目が失明している。ジョンソンは姿が隊長に似ているが肥っていて左足がえの短いラバーカップでできていて右目はパットを付けている。
フレッド（リス）/ Fred
声 - 岡林史泰 / フレッド・ステラー
セントラルパークの公園の木に住んでいるリス。目は常に半開き。一人称は「ボク」。性格はかなりマイペースで、スローな喋り方をするのが特徴。コワルスキーの発明品によりマリーンの運命の恋人と勘違いされた（本当は彼の友人で外に住んでいるオスのカワウソだった）。親戚のおじ2人といとこ6人を夜行バスによって轢き殺されている。とてもおばあちゃん思い。ハグが好き。キッカに飲み込まれたことがあるが、無事生還した。
マックス（ネコ） / Max
声 - 荻野晴朗 / ウェイン・ナイト
ペンギンズが月旅行を計画したときに出会った飢えたオッドアイの野良猫。一人称は「オレ」。不時着した場所を月だと思い込んだペンギンズが彼につけた名はムーン・キャット。最初は飛べない鳥だと言って、ペンギンズを食べようとしていたが、ペンギンズの帰り際にリコから魚の缶詰をもらったことに感激し、友好的になった。次の登場時には、局員Xに追われていたところに再会。ペンギンズの協力もあって無事に逃げ切れた。
シーズン2でも再登場。モート救出のためペンギンズに犬になりきることを勧め、野良犬の心理を教えた。その後ペンギンズを見捨てて逃げようとしたが、Xの時の恩を考え囮になってエルマーをペンギンズから引き離した。その後どうなったかは分からないが、彼がエルマーに自分はキツネザルだと信じ込ませたのか、エルマーと友達になっていた。
たまごちゃん（アヒル） / Eggy
声 - 藤村歩 / タラ・ストロング
マリーンの居住区で拾った卵から孵ったアヒルの子供。オスペンギンであるということからペンギンズが世話を任された。孵化したら即戦力として使用する予定だった。ジュリアンが卵を狙い、空の神が自分に与えたものと思っていた。その時命名した名前は「J.J.（Julian Junior）」。孵化するまでペンギンズに訓練されたため、実力はペンギンズの力を集結させたに等しい。当初は考えていることもペンギンズに似ていたが、後にジュリアンに鞍替えし、性格もジュリアンに似たものとなったが、『メリーキッズマス』、『ベビーシッターはつらいよ』の時は元に戻っている。彼の場合ペンギンズのメンバーに対し“ミスター〜ペンギン”と呼んで敬意を払っている。
キング・ラット（ドブネズミ） / King Rat
声 - シーズン1：斉藤次郎→シーズン2：岡林史泰 / ディートリヒ・バダー
下水道に住むドブネズミたちの首領。一人称は「オレ」。他のネズミとは違い背が高く、腹筋が割れている。アイスホッケーが得意で、一時ペンギンズの基地を占領した。倒せるのは隊長のみ。尻尾に赤い輪のあるネズミが現れると簡単に首領の座を降りる。
ロンダ（セイウチ） / Rhonda
声 - タルタエリ / キャシー・キニー
もう一人の敵役。一時的にマリーンのルームメイトとなり、非常識な行動で彼女を辟易させた。後にコワルスキーの発明品を奪うために送り込まれてきた、ドクター・シオフキーのスパイであることが判明した。その後、「ホーボーケン・サプライズ」にて再登場。
アーチャー（アライグマ） / Archie
声 - 坂東尚樹 / ロブ・ポールセン
動物園の外に暮らすアライグマ。公園内の小屋に住んでおり二人称がムッシュであるなどフランス訛りの話し方をする（原語版ではフランス訛りは顕著である）。フレッドの親友。表では可哀想な動物たちにあげるために略奪をしていると言っていたが、裏では略奪したもので生活をしていた。ペンギンズによってその事実が発覚し、今ではペンギンズの指導によって可哀想な動物たちに食べ物を配っている。
その後帽子や衣装は着なくなり、セントラルパーク内の公園に住み着いたらしく切株等を新人やリコに売りつけようと売り込みをしていた。また、フレッドがドングリの木を当てた時にはジュリアンのダンスの時にDJとして登場もした。
ルル（チンパンジー） / Lulu
声 - タルタエリ / ジェーン・ラバス
一時的にメイソン、フィル達のいるチンパンジー居住区に来たホーボーケン動物園のメスのチンパンジー。空手を覚えている。ホーボーケンから来た動物の中では唯一ペンギンズと敵対しなかった。その後、「ホーボーケン・サプライズ」にて再登場。
スズメバチ / Hornet
声 - 荻野晴朗、石上祐一、岡林史泰 / ジェームズ・パトリック・スチュワート、ダニー・ジェイコブズ
セントラルパーク動物園の時計台に巣を構えたスズメハチたち。子供を刺すのが趣味で、「顔刺したる!」が口癖。巻き舌で話す。モートが巣を破壊したため退散した。
その後は動物園の外に巣を作っていたが、ジュリアン達のパーティーを開いたことで匂いが外の彼らに届いてしまい、果物等を巡って新人とたまごちゃん達を襲った。襲われた新人は考え、結局最後にはペンギンズ基地内に彼らを進入させ、同じ目的で侵入したキング・ラット達と鉢合わせ。お互い倒れるまで戦わせ、最後には新人が彼らを外に追い出していった。
キッカ（ハヤブサ） / Kitka
声 - 田中敦子 / カリ・ウォールグレン
セントラルパーク動物園に突然やってきたハヤブサ。ミッドタウンの吸収合併統合ビルの屋上に巣がある。翼の怪我が治るまでに隊長と意気投合した。一時、ジュリアンをさらったとの容疑が掛けられていたが、犯人のオスハヤブサと戦ったことにより、容疑は晴れた。しかし、公園でフレッドを食べていて、それを吐き出したためか隊長から別れを告げられた。
ハンス（ツノメドリ） / Hans
声 - 斎藤志郎 / ジョン・ディマジオ
もう一人の敵役。シーズン1の最終回に登場。一人称は「オレ」。隊長と因縁があるツノメドリ。「コペンハーゲン事件」を起こし隊長がデンマーク国民の敵となるきっかけを作った張本人である。隊長に謝罪をしたいという名目でペンギンズのもとを訪れるが後に彼らを騙し、対決するも敗北。ホーボーケン動物園行きを言い渡される。デニッシュ作りが得意。隊長の妹と思われていた人物の唇を奪ったことがあるらしい。「続・ドクター・シオフキーの逆襲」ではドクター・シオフキーと手を組んだことが、すぐに出番がなくなり、その後は再びホーボーケン動物園に戻った模様。
『ホーボーケン・サプライズ』では一時的にペンギンズと協力した。
その後シーズン3では再びホーボーケンに戻され居住区で一人暮らしをしている。
フランキー / Frankie
声 - 岡林史泰 / ジェフ・ベネット
シーズン1から登場しているセントラルパーク動物園外に住んでいる雄の鳩の内の一羽。常に群れで行動しているが、一羽で飛んでいるときもある。
シーズン2ではマクスレイド局長のスピーチを台無しにしようとブルーベリーを丸のみに食べたフンを局長に落とそうとしたが隊長によってそれは阻止された。その後隊長が装備していた防フンチョッキをロケットに飛ばして打ち上げた際に偶然通りかかったフランキー達ハトの群れに当たりフン塗れとなった。
LEM-R（レム・ダッシュR）
人間が作り出したキツネザル型生態コピーロボット。愛称はジュリリン（キング・ジュリアンが命名）。火星への着陸・探検のために作られ、キツネザルの生活を習得させるためにセントラルパーク動物園のジュリアンの居住区に送られてきた。しかし、ジュリアンが教えたのはダンスだけだったため、火星に着陸したときに宇宙イカに捕獲されてしまった。シーズン2で火星から帰還。小さな宇宙イカを連れ帰り惨事となった。なお、モートはLEM-Rを嫌っている。
アカリス / Red Squirrel
声 - 荻野晴朗 / ジェフ・ベネット
もう一人の敵役。ナイジェルとバック・ロックガットが追っている伝説の悪党。50年間姿を隠し、自分の望みをかなえるために基地や周りに武器や罠を仕込んでいる。バックロックガットが登場した際にはペンギンズと直接対決することは無かったが、ナイジェルが登場した際には会い見えることとなった。その後、バック・ロックガットを洗脳したが、ペンギンズの活躍によって洗脳が解けて捕獲された。だが、シーズン3に再びセントラルパークの基地へと戻っており、性格上うぬぼれている為シオフキーとは違い部下がいない珍しい彼だったが、フレッドがドングリの木を当てた際は彼とジュリアンを拘束して部下を雇おうとした。
アマリロ・キッド（アルマジロ） / Amarillo Kid
声 - 岡林史泰 / ジェフ・ベネット
新人がミスタータックスと名乗っていたときのミニゴルフのライバル。彼曰く新人とのライバル関係の長さと会っていない期間は「チリビーンズ・ボウルの中の蛇より長い」。若いときは新人をも悩ませるプロゴルファーだったらしい。新人に挑戦するためセントラルパーク動物園を訪れ、基地の自爆装置を作動させて動物園を占拠し、卑怯なことをしてでも新人に勝とうとしたが、新人にはかなわず敗北し、どこかへ打ち飛ばされた。その後再び登場したときは、ホリネズミの双子に脅されて新人、及びペンギンズを利用して伝説のパターを盗ませようとしたが、新人を除く全員に飛ばされてしまった。しかし唯一信じてくれた新人の根の優しさに心打たれた結果、パターを手に入れてからは騙そうとしたことを告白。しかしモグラ兄弟は心変わりした場合にも備えて隊長達諸々をはめることに成功。その後彼らとのチェイスでパターを兄弟に盗まれるかと思われたが、キッドは自身のパターで兄弟をヒット。兄弟は無事に捕まり、キッドはその隙にパターを盗もうとしたが、新人に注意されて止められた。
サビオ（ヘビ） / Savio
声 - 岡林史泰 / ネスター・カーボネル
シーズン2に登場。もう一人の敵役。キザな喋り方をする。ホーボーケン動物園からセントラルパーク動物園に送られたとき、自らの長い体を利用して檻から抜け出し、ペンギンズや動物園の動物たち（主に哺乳類と、サルの着ぐるみを着た新人）を襲って丸のみにしたが、バートの攻撃に敗れ、ホーボーケン動物園に逆戻りした。その後ペンギンズへの復讐のためにホーボーケン動物園を脱走し、再びセントラルパークへとやってきた。到着前にネズミを送りバートを行動不能にするなど徹底した工作をし、設置した罠をくぐり抜けジュリアン以外の動物を檻に入れたが、ジュリアンのポップコーンバターまみれの体に苦戦。またしても敗北し、ホーボーケン動物園に戻された。
その後、『ホーボーケン・サプライズ』の時はペンギンズに一時的に協力した。
四度目の登場は、動物園に送られてきたベビー・フォッサを退治しようとジュリアンがホーボーケンから送らせてきた。ジュリアンもろともフォッサを食べようとしたが、フォッサの猛反撃によって退散していった。
ちなみにペンギンズは一度も自分たちが勝因になっていないことを気にしている。
ガスの初登場回にもガスのペンギン居住区の水道管の修理を阻もうと隊長の様々な攻めのシーンの中でヘビ攻めで一瞬登場している（台詞なし）。こちらはガスに一瞬で飛ばされた。
宇宙イカ / Space Squids
声 - ジョン・ディマジオ
火星に生息する緑色の巨大イカ。ペンギンズはこれを敵視しており、ジュリリンが火星に送られるときに遭遇を心配していた。彼の口から吐き出す液体にあたると動きがフリーズするが話すことはできる。発明万博がセントラルパークで開催された時期に地球へ訪れ、地球の優れた発明品を盗もうとしたが、コワルスキーとマリーンによって阻止され、逃走した。その後「宇宙ペンギン」のラストシーンにて再登場。
クレムゾン（キツネザル） / Clemson
声 - 荻野晴朗 / ラリー・ミラー
どこからかやってきたキツネザル。キング・ジュリアン曰く彼の言葉は心地よくて耳がとろけそうらしい。しかし裏では、キング・ジュリアンをホーボーケン動物園へ送ろうと企んでいた。一時、モーリスに代わってジュリアンの右腕になったが、ジュリアンの地位を奪う前にペンギンズの襲撃にあい、自分がホーボーケン動物園行きの箱につめられるという結末で終わった。しかし、まだ諦めきれず、シーズン3で舞い戻ってきた。ジュリアンがキングではないことを示すと称する書類によって王座を奪おうと策略を立て、ペンギンズをも翻弄しながら遂行しかけしたが、ペンギンズの人格交換マシンの戦略によって再び敗北した。
『ホーボーケン・サプライズ』の時はペンギンズに一時的に協力した。
ナイジェル（ペンギン） / Nigel
声 - 岡林史泰 / ピーター・カパルディ
新人の親戚のおじさん。シーズン1では名前のみで、「人生で一番大事な船はフレンドシップ」という言葉を新人に教えていた。シーズン2で実際に登場した。レース編みと花が大好き。甥っ子の新人と同じく穏やかで優しい性格の持ち主だが、裏ではスーパー・シークレット・エージェントのスパイとして活躍している。アカリスとは因縁同士である。攻撃する時の掛け声は新人と同じく「チェストー」
バック・ロックガット（ペンギン） / Buck Rockgut
声 - 宝亀克寿 / クランシー・ブラウン
アカリスを追って地下にもぐり、47年間潜伏し続けた伝説のエージェント。新人以外の隊員は彼の存在を知っており、隊長の人生と任務のお手本。彼はアカリスに専念しすぎたため、赤というだけで反応してしまうほどになった。そのため、「アーカーリスイルスタン（Grrfurjiclestan）」に向かうようペンギンズに仕立てられ、姿を消した。
その後、アカリスによって洗脳され、ペンギンズと敵対した物の、彼らの戦略によってアカリスをとらえた。その後はクモザルを追って新人によって再び架空の地「マタデマカセーズバーグ」へと向かわされた。
デール（カタツムリ） / Dale
声 - 岡林史泰/ ルイス・ブラック
長時間かけて動物園に復讐のためやってきたカタツムリで、壁に新人らしきギョロ目で格好悪いペンギンの落書きを書いた。「つもり」の代わりに「つむり」と話し、「目」や「から」を混ぜた言葉を多用する。
ペンギンの分布について知っていたり、コワルスキーが発明した機械の操縦ができるなど、知性は高い様子。新人に踏みつぶされたと考えて彼を追い続け、その結果新人は立場を失うほど追い詰められることに。後に自分を踏んだのがコワルスキーの発明品によるものと判明し、新人に謝罪する一方、その時の操縦者のコワルスキーをその発明品で追い回した。
エルマー（イヌ） / Elmar
声 - 岩崎ひろし / パトリック・ウォーバートン
野良のイングリッシュ・マスティフ。町はずれのゴミ入れで暮らしている。野良猫が嫌いらしく、当初散歩中のジュリアン達を野良猫と勘違いして襲った。しかしモートが猿のまねをしたことで仲良くなった。コワルスキーに明日以降にでも「プレイデート」をする提案を当初受け入れたが、やはり別れたくないらしく強引に再度モートを奪っていった。その後ペンギンズによってモートは救出、一緒に来たマックスはおとりとなって消えていった。その後どうなったかは不明だが、エルマーはマックスのことをキツネザルと思い込み、同じ境遇を持つ者同士（どちらも野良で友達が欲しかった）の彼はマックスと友達となった。
マー・ママ（オポッサム） / Ma Mama
声 - タルタエリ / ジュリー・ホワイト
セントラルパークに住むオポッサム。ショックを受けるとオポッサムの特徴である死んだふりをする。ペンギンズがハンスに向けて放ったバズーカによって住んでいた木を爆破されたことからペンギンズの世話をするようになった。人一倍母性が強く、その母性によって甘やかされた結果、ペンギンズも少しずつ柔軟になっていったが、マリーンによって真相を知らされた隊長によって追い出された。その後ハンスによって捕らえられ、人質となり、ペンギンズのピンチを招くが、機転によりハンスを倒すきっかけを作ったことで隊長と和解した。いつでもペンギンズを甘やかしに来てくれて良いと言われたが、彼女はハンスを教育するためホーボーケン動物園に行った。
ホリとネズー
声 - 荻野晴朗、岩崎正寛
掘り鼠の兄弟。焦げ茶色の体をしたホリが兄で右目に眼帯をしている。弟のネズーは体の色が灰色で長い前髪によって目は隠れている。ミニゴルフが上手く、賭けミニゴルフに負けたアマリロ・キッドに伝説のパターを盗ませようとした。新人と長時間行動を共にすることでアマリロ・キッドが改心し、盗みに失敗する時のことも考えて隊長の同情を誘い、利用するなどずる賢い性格。パターを手に入れたのちペンギンズらとゴルフカートチェイスを繰り広げ、逃走まであと一歩のところでアマリロ・キッド阻止され、最後はゴルフバックに入れられて木から吊るされた。
クチクカン / Kuchikukan
声 - 高橋英則 / コナン・オブライエン
惑星の破壊者。「ルナコーンの黙示録」に登場。一人称は「ワレ」。語尾に「ナリ」をつけて話す。700年前にスモークチーズに乗り移って惑星を6つ破壊した。シンゲンによって壺に封じ込められ、壺は博物館の呪われた工芸品のコーナーに展示されていたが、ペンギンズが同コーナーに展示されていたシンゲンの刀を見学しに行った際、新人の持っていたルナコーンが展示台にぶつかったことによって壺が落下、破壊されたため、再び自由の身となった。「霊魂は閉じ込められた牢獄を壊したものに取り憑く」という呪われた工芸品の法則に従って新人のルナコーンに取り憑き、ルナコーンの設定を利用して力を身につけ、巨大化して地球上のルナコーン人形を操るなど大暴れしたが、ペンギンズの作戦によりルナコーンの設定を利用され、最後は電光掲示板に噛みついたことで電気が体中を走り取り憑いたルナコーンの人形が爆発、抜け出た霊魂はリコが出した掃除機に吸い取られた。
名前の由来は破壊者という意味の英語「デストロイヤー」のもう一つの意味である「駆逐艦」の日本語読みから来ていると思われる。
シンゲン（ニホンザル） / Shingen
声 - 荻野晴朗 / クライド・クサツ
かつて日本にいた伝説の武将ザル。シーズン2ではドクター・シオフキーの襲撃で隊長の記憶が奪われた際、数ある師の中の一人として初登場。その後「ルナコーンの黙示録」で、惑星の破壊者クチクカンを倒すために現れた。博物館には生前の彼のものと思われる像が展示されており、愛刀も共に展示されていた。クチクカンと同様に霊魂はほかのものに乗り移ることが出来、刀が破壊された際にはモートに乗り移った。乗り移ったモートの体を使い、コワルスキーが打ち直した愛刀でクチクカンと戦い、必殺技「バクハツ」によってクチクカンに留めを刺そうとしたが、ルナコーン人形に足を攻撃されるキング・ジュリアンが視界に入ったせいで、モートの人格が戻り、「バクハツ」はキング・ジュリアンを襲ったルナコーン人形に放たれてしまい、隙を突かれてモートもろともクチクカンに踏み潰された。ペンギンズによってクチクカンが倒された後は、モートから抜け出て霊魂となり、再び悪が目覚めた時のために大切に守るように隊長に伝え愛刀の中へと戻っていった。
アレックス（ライオン） / Alex
声 - 花輪英司 / ワリー・ウィンガート
『マダガスカル』シリーズの主人公の一人。「続・ドクター・シオフキーの逆襲」で隊長の記憶が奪われた際、数ある師の中からシンゲンの次に選び出されたスピリチュアルガイド。映画同様、隊長のことはよく知っており、彼の失われた記憶の修復を務めた。だが本物ではない為、姿は隊長以外の者には見えておらず、新人には「想像上の友達」と称された。最後に隊長の記憶が戻ると光りながら消えていった。
ドリス（ハンドウイルカ） / Dris
声 - 宮島依里 / キャリスタ・フロックハート
シリーズ内で度々名前の出てきたハンドウイルカ。名前自体はシーズン1・2の時点でも出ていたが、実際に登場したのはシーズン3の「私を愛したペンギン」にて。コワルスキーの求愛を何度も断り続けていたことが、様々なキャラクターから語られている。兄のフランシス（ドクター・シオフキー）の救出の為に現在の恋人パーカーを通してコワルスキー本人とペンギンズに助けを求める。兄が悪党でありドクター・シオフキーと名乗っていたことは知らなかった。ペンギンズの形勢逆転時には自身を利用したパーカーを追い出し、潮を吹いて彼とは正式に別れた。その後コワルスキーと改めて結ばれた。
パーカー（カモノハシ） / Parker
声 - 伊藤健太郎 / タイ・バレル
ドリスの現在の恋人であるカモノハシ。ペンギンズにドリスの兄 フランシスの救助を依頼する。実は彼はフリーの仕事人でフランシスことドクター・シオフキーの手先であり悪友でもあった。ペンギンズ襲来時はコワルスキーと取っ組み合いになり、返り討ちの際にはリコとバズーカを向けられてそそくさと逃げて行った。ペンギンズの潜水艦に乗ろうとしたが、ドリスの返り討ちにあいアジトに取り残された。その後無事生還してもなおも取り立てを続けた。
ハンター（ヒョウアザラシ） / Hunter
声 - 藤村歩 / シアラ・ブラヴォ
2人組の密猟者に捕獲され、魚と一緒にニューヨークまで運ばれたヒョウアザラシの女の子。本来アザラシはペンギンの天敵なのだが「ペンギンは食べない」と言い張る。新人に南極まで連れ帰ってもらい、父親である群れのリーダーに紹介する。ペンギンズの他の3羽は彼女に対して警戒心を解こうとしなかったが、新人を追って南極に来たところをアザラシたちに捕まったのち、父親アザラシの機転で見逃してもらう。
オルソン（ヒョウアザラシ） / Orson
声 - 荻野晴朗 / エド・オニール
南極に住むヒョウアザラシ達の群れのリーダーでハンターの父親。彼を始めほとんどのヒョウアザラシ達はペンギン達を「食いもん」とあだ名を付け食べようとしたが、新人に身体を張って助けてもらったことから考えを改め、仲間のいない間に新人を逃がしてあげた。
ゴキブリ
ペンギンズの基地に来たゴキブリ達。害虫駆除業者に就職した局員Xに追い詰められ、基地に避難した。

## 登場人間
アリス / Alice
声 - タルタエリ / メアリー・シェアー
セントラルパーク動物園の職員。無愛想な性格。ペンギンズが起こす騒動には手をこまねいており、人の目を盗んで活動しているペンギンズに疑惑の目を向けている。魔法の噴水によってペンギンズの基地の存在が暴かれた際には、テレビの取材に対して「胡散臭いペンギンだと思ってました」と答えている。勤務態度はあまり良くないため、動物たちはアリスがクビにならないことを不思議がっている。動物園の閉園時間が大好きで、喜びのあまり客からアイスクリームを奪ったり、売店に並んでいる客を追い払い、強制的に閉店にしたりすることがある。また彼女の履いている長靴は洗われていないらしく、モートが足嫌いになるほどひどい臭い。長年に渡って動物園で勤務しているためか、人並み外れた身体能力を有しており、首や足首は「なんちゃらの巨人並に」頑丈でリコがチョップしても微塵も意に介さず、ガス攻撃も全く効果がない。唯一の弱点は新人のハイパーかわゆさ。
局員X / Officer X
声 - シーズン1：乃村健次→シーズン2以降：宝亀克寿 / セドリック・ヤーブロー
全シーズンをかけて登場する、人間サイドの敵役。乱暴かつ傲慢な性格。シーズン1ではニューヨーク市動物管理（正式にはニューヨーク市動物管理及び、プレッツェルカート取締り）局員だったが、街に出たペンギンズを捕まえようとして公共物を破壊して逮捕され、動物管理局員の職を剥奪される。それ以降は職を転々としながらペンギンズへの復讐及びその功績による動物管理局への復職を試みているがいつも失敗している。
母親からは本名を教えてもらえなかったことから名無しの権兵衛を意味する「X」と名乗る。髪型はスキンヘッド。髭は丸髭で揉み上げと繋がっている。腕力は凄まじく、ジョーイを一発で倒すほど。コワルスキー曰く「マッチョなとんちんかんり局員」。サングラスをかけているが、それ以外では眼鏡もかけている。
シーズン2では「局員Xの転身」から登場。ここでは害虫駆除業者に再就職しており、ゴキブリたちを駆除していたが、そのために害虫駆除業者退治に来たペンギンズと再会。隊長・コワルスキー・リコの捕獲に成功するも、新人とゴキブリたちの反撃で取り逃がす。
「続・局員Xの転身」では、クルーズへ行ったアリスの代わりに来たセントラルパーク動物園の職員としてペンギンズを見張り、以前にも増して凄腕ぶりを発揮する。新人を狙うも、隊長に敗れる。その後はどこかのアパートで部屋を借り、カップ麺を食べながらクラシック曲を聴く日々を過ごしている。部屋の一角にペンギンズのポスターが張ってあり、そのポスターに向かって割り箸を投げてダーツのように刺している光景があった。
シーズン3では「リトルフット」から登場。コワルスキーの発明したペルソナディバイダーによって作り出されたマリーンの野生の部分であるリトルフットが引き起こした騒動で、その騒動のニュース映像及び彼の元職場の上司のインタビューを見ていち早くペンギンズの関与を察知し、リトルフットを確保。動物管理局本部へ届け、晴れて局員として復職を果たした。しかし、ペンギンズによってリトルフットがマリーンに戻されたことを知らなかったことが仇となり、TV中継で動物管理局が大恥をかいた責任を取らされる形で、再び局員としての職を剥奪された。
「チームワーク強化週間」では魚を扱う倉庫に鮮魚商として就職したが、そこでニシンの確保を隊長に命じられたコワルスキー、リコ、新人と遭遇する。コワルスキー達を捕まえ配送バンに彼らを乗せた木箱を入れ、動物管理局本部まで連れて行きまた局員に復職を果たそうとした。しかしコワルスキー達に逃げられた上、そのいざこざで配送バンは勢いで停車中のパトカーと衝突、さらには照明塔を壊してしまったことでまた御用になった。
「スノーマゲドン」では菓子店の店員として登場。店に侵入した隊長とマリーンの存在に気づき捕獲。動物管理局に復帰しようとしたが、二人の反撃にまたしても敗北する。この時店の設備も破壊したので、また失業したと思われる。
「ヤツはニュースキャスター」にて、ペンギンズの行動がTVで放送されたときに登場。ペンギンズの仕業を証明するが、ペンギンの人形劇と誤解されたため誰にも信じてもらえなかった。
ガス / Gas
声 - 岡林史泰
シーズン2から登場。ペンギン居住区の水道管の破裂を直すために呼ばれた「バブーシュカの水道修理」という店の水道修理業者のガンコ職人。本名はグスタフ・ガス・バブーシュカ。47歳。ロシア・サンクトペテルブルク出身。かつてアジア大会の重量挙げで、銀メダルを獲得した経験を持つ。自らの左右の力こぶを「子分たち」と呼んでいる。故郷のことわざ「仕事のやり方は唯一つ、キッチリやる」がモットーで仕事を最後まできちんとやり遂げようとする。レバーサンドが大好物。その後、レナードの居住区の修理のためや、シェリーの居住区近くに開いた穴を埋めに再登場した。
シーズン3でもペンギンズに鍵を奪われたアリスに呼ばれ再登場。再度キッチリやるハズだったがペンギンズに車を奪われてしまった。
カズー小僧 / Kid Kazoo
声 - 子供時代：佐藤せつじ、大人：花輪英司（シーズン1）→佐藤せつじ（シーズン2）
かつてセントラルパーク動物園で「伝説のカズー小僧」と呼ばれていた青年。本名は不明。現在は社会人で株式やり取りで若くして一財築いた実業家。子供時代は、日曜日になると毎週動物園を訪れるほどの常連客であり、いつも持っていたカズーを突然吹いては動物たちを驚かせ、慌てる様子を見て面白がる悪ガキだった。特に巨大な耳を持ち、音に敏感な象のバートは最大の被害者。背景キャラ、及び歩行者としても何度か登場している。シーズン3「チームワーク強化週間」では地下鉄に入ってきたコワルスキーと目があいストーカー呼ばわりされた。
ジム / Jim
声 - 佐藤せつじ
カメラマンで、結婚式や成人式などのセレモニーを専門とする。新人曰く「動物を撮るのもうまい」。一年に1回、動物園に来てパンフレットの表紙になる動物を撮る。かわいいと思ったものしか撮らず、すぐに気が変わる。その後は若干少し偉そうな性格になっていた。それ以降では報道関係やマクスレイド局長の写真撮影時等に背景キャラとして登場した。）
チャック・チャールズ / Chuck Charles
声 - 岡林史泰 / ジェフ・ベネット
ニューヨークで放映されている夕方のニュース番組、「五時のあなた」のメインキャスターやモーニングニュース、特集番組などの司会も勤める。かなりアクティブな性格で、パフォーマンスもお手の物であり、忍者の動きを基にしているものも多い。何かがあると必ず取材しに来る。彼曰く、キャスターとしての話し方は普段の話し方とは違うらしく、一度キャスターの話し方になると急には戻せないという。番組のメンバーは、お天気キャスターのギル・フォース（Gil Force）（声 - 岩崎正寛 / アル・ローカー）、スポーツニュースのスクーター・アルバレス（Scooter Alvarez）（声 - 荻野晴朗 / アーマンド・バルデス・ケネディ）、アシスタントのボニー・チャン（Bonnie Chang）（声 - 藤村歩 / ローレン・トム）。「ヤツはニュースキャスター」でメインキャスターをクビになり、セントラルパーク動物園の職員に再就職した。しかしペンギンズのおかげで復職に成功する。
セシルとブリック / Cecil and Brick
声 - 宝亀克寿、荻野晴朗 / フレンチ・スチュワート、ジョン・ディマジオ
シーズン2で登場した泥棒コンビ。ブリックは大柄で巨体で物の扱いが荒く、セシルは細身の男性で頭脳派。最初宝石店内に侵入し盗もうとしたがペンギンズの妨害により失敗。二人揃って警察に捕まった。
シーズン3では南極海へ行って密漁をし、戻って漁港の船積みエリアで荷降ろし中にペンギンズ達と再会。海賊ごっこの相手にされリコとセシル）、ブリックと隊長、新人、コワルスキーが争うが結局のところまた捕まり、再度警察に逮捕された。なお逮捕後のセシルのズボンの後ろにはリコのサービスで生きた魚が入れられた。
その後「ルナコーン・オンアイス」でも一瞬だけ登場。女性の鞄を盗んでいった。
赤ちゃん / Baby
声 - 中嶋アキ
シーズン2で登場。動物園に来ていたパパの赤ちゃん。新人の失態でベビーカーごと動物園から出て行ってしまうが、ペンギンズの手によって無事パパの元に帰された。
シーズン2では、シーズン1で登場したゲストの人間の声は主要な声優陣によって吹き替えられており、ゲスト声優が起用されたのはこの赤ちゃんのみである。
ベスビオ兄弟 / Vesuvius Twin
声 - タルタエリ・藤村歩 / アッティクス・シェーファー
シーズン2から登場する、金持ちの双子。非常に傲慢かつ残忍な性格でペンギンズに物を投げたり、マリーンの尻尾の毛をそったり、ゴリラのタイヤに油を塗ったり、ピンキーを緑色に染めたりと迷惑な行為を行う。動物達からは勿論、アリスからも「お金持ちの悪ガキ」としてマークされているが、彼女はこの2人の実家が動物園に多額の寄付をしていることや兄弟の弁護団の存在もあって中々逆らえない。
同シーズンではチョイ役としての出番が続いていたが、「恐怖のサーカス」にて遂にメインヴィランを務め、権力にものを言わせて隊長とジュリアンを家に連れてゆき、救出しに来た動物達も捕えて虐待の限りを尽くしたが、最終的に動物達によってその報いを受けることとなった。それもあってかシーズン3では遂に入園を断られたが、財力に物を言わせてお泊りズーのチケットをすべて買い占めることで入園を認めさせた。お泊りズーを二人で独占し、一晩中動物達をからかうことを目論むが、復讐に立ち上がった動物たちから狙われペンギンズによって守られた。しかし、ペンギンズお得意の型破りな作戦の結果、動物達の復讐よりはましだが十分に痛い目にあった。その後、動物園を去る際にコワルスキーがまとめた過去の動物達への悪行が書かれた絵を見たことで改心したが、からかう相手が動物から自分たちよりもお金を持ってない人間に変わっただけであった。
サンタクロース
声 - 宝亀克寿 / ダニー・ジェイコブズ、コンラッド・ヴァーノン
世界中におもちゃを届けるサンタクロース。代理のサンタが募金を集め、おもちゃを届けている。ジュリアン曰く古い友人（メリー・マダガスカル（2009））。魔法使いでもあり、ジュリアンたちによって切り落とされたビッグクリスマスツリーを一気に修復した。
マクスレイド局長 / Pervis McSlade
声 - 岩崎正寛 / ゲイリー・コール
肩書きは「ニューヨーク市公園局長」。ニューヨークの公園に関する権限を持ち、テープカットなどの行事に必ず出席する。また、出席する際には多くのSPを周りにおく。頭髪が薄く、隊長から「ズラ」呼ばわりされている。動物園規則742「ペンギンに新鮮な魚を条項」を作ったためペンギンズからは好かれているが、公園規則758「鳩追い払い条項」も作ったため、すべての鳩から嫌われている。自分への復讐に来た鳩によって服に糞を落とされそうになるが、隊長に救われる。第3シーズンの話では新聞の裏表紙に出ている。ホーボーケン動物園のフランシスの秘密部屋に肖像画や写真が飾られている。
ユーバンクス主任 / Supervisor Eubanks
声 - 岩崎正寛 / ドット・マリー・ジョーンズ
シーズン3から登場。局員Xの元上司の女性主任。X同様の腕力に優れる剛腕。かつてはXのことを高く評価していたが、ペンギンのせいだと言う彼のことを少し見損なっていた。リトルフット騒動でXがリトルフットを捕まえてきたことで、彼女は彼に局員のバッジを返して局員として復職させた。だが、後にペンギンズの工作によりTV中継で大恥をかき、またXから局員バッジを奪い、彼の局員としての職を剥奪した。
ニューヨーク市民
声 - 荻野晴朗、岩崎正寛、佐藤せつじ、宝亀克寿、岡林史泰、タルタエリ、藤村歩
ニューヨークに住んでいる一般市民。イベントがあるときはかなりの人が集まる。一部の男性市民は、ペンギンズの行動やモートの衝突などによって車が破壊されたときに「俺の車が!」と叫ぶことがよくある（稀に「俺のじゃない車が!」と叫んだこともある）。
デンマーク人署長
声 - 宝亀克寿
アメリカのデンマーク領事館の警備員の長。隊長の冤罪ファイルを警護しており、厳重な警備によってそれを守っていた。「コペンハーゲン事件」における隊長の因縁の相手であるが、領事館に忍び込んだ隊長の前にはあっけなく敗北した。
ピート・ピーターズ / Pete Peters
声 - 荻野晴朗 / ディー・ブラッドリー・ベイカー
チャックの後任の「5時のあなた」のキャスター。チャックが持ってきたペンギンズの行動をTVで放送してしまい、人形劇だと誤解され解雇された。
フランシス・アルベルタ / Frances Alberta
声 - 清水理沙 / メーガン・ヒルティ
「ホーボーケン・サプライズ」に登場。ホーボーケン動物園の若い女性飼育員。ホーボーケンを大幅に改革し、以前は掃きだめのようだった動物園を清潔な場所へと変えた。
その実態は同エピソードのドリームワークス・ヴィラン。自分の功績をニューヨーク市公園局へ行くための糧としており、動物たちをそのDNAから創り出したクローンアンドロイドへと変えて汚らしいものをすべて排除していた。潔癖症のきらいがあり、アリスとは正反対に服は清潔、動物園の通路も、彼女の履いている長靴もピカピカ（日本語版の台詞でも「ピッカピカ」と口癖のように言っている）で、周囲の風景や覗きこむ人物が映り込むくらい綺麗である。話し方がミュージカルのような口調になる時があり、クローンアンドロイドたちに「ハッピー・ホーボーケン」の歌を仕込んでいた。
ペンギンズを「ばっちい鳥」と呼び、本物の動物が嫌い。最後はペンギンズに協力したサビオたちによって悪事が露見、マクスレイドの前で本性を表して彼からクビを言い渡され、大泣きする。
フランク
カズー小僧の上司(声 - 荻野晴朗)のセリフにのみ登場する。会社を辞めたらしい。

## 施設・装備・その他
ペンギンズ基地
ペンギンズが生活している基地。本部。動物園のペンギン居住区の地下に作られており、アリスや動物園の従業員には秘密である。中は広く、ワニが入ってもつかえないほど天井が高い。入り口は居住区の餌皿の下や、マリーンの居住区、ロジャーの住んでいる下水道など色々な場所にある。テレビ・武器・レーダー・自爆装置・エネルギー制御システムが装備されており、コワルスキーの研究室や13階分の地下室がある。だが、話によって部屋の構造がたびたび変わっており一定しない。
セントラル・パーク動物園
創立100年あまりのニューヨーク・マンハッタンのセントラルパークにある動物園。屋外の動物の居住区には柵しかないが、爬虫類館などにはガラスが張ってある。周りは公園であるため木々がたくさん生えている。そのうちの一つはリスのフレッドの住処。敷地内には、ちびっ子動物園、ふれあい動物園、爬虫類館、お土産ショップ、動物病院などの施設がある。毎年クリスマスシーズンになると24日から26日まで休園になり、その間、動物たちによって「キッズマス」が開催される。創立100周年時にタイムカプセルが埋められ、その中にあった宝が騒動を起こした。
キング・ジュリアンの王国
ジュリアン、モーリス、モートが生活している居住区でジュリアンが勝手に王国と称している。王国内には、トランポリン遊具の通称「ボヨンボヨンハウス」や、キングが座る王様チェアなど椅子2脚・小屋・バーなどがある。
ふれあい動物園
セントラルパーク動物園の敷地内にある、ウサギやランディが住む動物園。人に触られるのでランディはひどく嫌っている。ペンギンズによってジュリアンが移されたときジュリアンは「ふれあいん王国」という名の王国を作り、ウサギを家来にしていた。
爬虫類館
セントラルパーク動物園の敷地内にある爬虫類専用の施設。中にはバリー・カメレオンたちがいて、一時サビオがいた。
下水道
昔、ロジャーが住んでいた下水道。ドブネズミたちの住む区域となっている。マリーンの居住区の地下にも古い下水道がある。一部の水流は魚が骨だけになるほどの強烈な流れである。
リコの腹部武器庫
文字通り、リコの腹の中。主に出てくるのは、火炎放射器・手榴弾・バズーカ・ダイナマイト。腹の中は迷路のようになっているらしい。モート位の大きさの動物しか中に入れない。
ラジコンカー
ペンギンズの長距離・高速移動のための車。一度、コワルスキーの発明品が原因でモンスターのようになり、リコを攻撃した。
ラジコン飛行機
基地内の倉庫にある飛行機。公園でこれを操縦していた青年から奪い、以降空中偵察や、卵の監視などに利用している。
ホーボーケン動物園
ペンギンズが最も恐れ、行きたがらない動物園。隊長曰く雑菌がうようよいる、いわゆる掃き溜めで、世界各国の刑務所・収容所・囚人作業所よりもいやな場所らしい。動物園を襲った動物（ハンス、サビオ、クレムゾン、ロンダのみ水族館）が送られている動物園。だがフランシスの改革によって清潔感あふれる施設へと変貌していた。
博物館
セントラルパーク近辺にある博物館。正式名は自然史博物館。中には、象の剥製、アート作品、美術品、歴史的作品などが展示されている。
ルナコーンズ
プリンセスビューティフルハート（声 - タルタエリ）を主人公とする子供向けテレビ番組。新人・ロイ・ラーがファン。また、レナードも睡眠時に療法としてペンギンズに見せられて睡眠時のみファンとなった。登場人物は純真無垢なセリフを言う。ルナコーン人形は不人気だが、アイスショーにはかなりの人数が集まった。登場するキャラクターにはプリンスグッドボーイ(声 - 岡林史泰)、クイーン・グッドマナー未登場のキンググッドエチケットがいる。
おマヌケ動物チャンネル
頭にダンボール箱を被った動物が、物にぶつかったりするコメディ番組で、24時間放送している。この番組のせいで動物園に客が来なくなった。
宇宙衛星が爆発したことにより、番組が見られなくなり、また動物園に客が来るようになった。
オクーと動物の森
モートが落とし物の箱から手に入れたゲーム。主人公はオクーと言うピンク色のキャラクター。ゲーム内容には、オクーが星やサンドウィッチを食べる、オクーが雲の上を渡る、おサル叩きなどがある。
コワルスキーに回路を奪われてゲームが壊れ、モートは大泣き。回路を取り付けたサイコトロンは壊れてしまい、ペンギンズが玩具屋から新しいオクーと動物の森を買ってきたが、あまりにも大泣きしていた為、モーリスが新しいおもちゃとして、携帯電話をあげた。
ウォンバットを倒せ
架空のトランプゲーム。詳しい遊び方は不明。タスマニアでは、このゲームでイカサマをすると死刑になるらしい。

## コワルスキーの発明品
知能増強付き孵化装置
登場「赤ちゃんはペンギンがお好き」
アヒルの子供の「たまごちゃん」の知能を増強させて孵化させるために作った発明品。強力な電気ショックによるもので、これを受けた新人は三平方の定理を説明した。
ジェット・パック
登場「ペンギンたちの三角旗」「ドクター・シオフキーの逆襲」「動物園スキャンダル」「ボディーガード」「かわゆい肉食獣」「ヤツはニュースキャスター」
コーラを振った勢いで飛び、両手につけた主翼でバランスと方向転換をする飛行用スーツ。最初は旗取りゲームでジュリアンチーム対策として製造。その後はドクター・シオフキーのアジトへの潜入、マクスレイド局長への糞対策、記憶消去スプレーの散布など広い分野に使用されている。飛距離はセントラルパークからブルックリンを横断してコニーアイランドに到着できるほど。
スーパー光線
登場「超人モート」
魚に当てるとスーパーフィッシュになるというレーザー光線。その魚を食べると、筋肉量が増し、骨が丈夫になり、驚くほど羽がつやぴかになるらしい。生きているものに当てると身長が高くなりムキムキになり、怒りのコントロールが不安定になる。専用の薬を飲むと元の姿に戻る。
ビームカッター
登場「ルームメイト」
コワルスキーが極秘に作り上げた発明品。触るとかなり弾かれ、ロープなどを近づけると切れる。ロンダに奪われた。
人格交換マシン
登場「クロコダイル シンガー」「ムービーデー」「キング争奪戦」
人格を取り変えることのできるマシン。リコとロジャーの中身を変えるために使用。ミキサーを使い、すべての機能を順番に使うと人格を交換できる。元に戻せる可能性は2.7%。その後、毛の生え代わりの時期が来てハイパーかわゆさを出せなくなった新人をモートの体に入れるために再使用したが、モートが動いたために失敗、キング・ジュリアンの人格がモーリスの頭に、モーリスの人格がキング・ジュリアンの尻に入ってしまった。その後、クレムゾンの再襲来の際にジュリアンとペンギンズそれぞれの人格、最後はクレムゾン自身の人格を交換して追い返した。
冷却装置
登場「クールアンドヒート」
ボイラーの圧力を下げるために取り付けるはずだった装置。エアコンにつけると部屋を水浸しにしない限り連鎖反応が起こり、街の半分が吹っ飛ぶ。装置の中には赤、朱色、ワインレッド、臙脂、茜、紅、バラ色のつまみがあり、臙脂色だけを回さないと動物園は爆発する。
無痛ヘルメット／核融合焼却炉／脳エネルギー感知ゴーグル／おとぼけオーラ
登場「ハチとの遭遇」
無痛ヘルメットはスズメバチの攻撃対策として作り上げた発明品。しかし、テストで手に碇を落としたときは泣き喚くほど痛かった。核融合焼却炉は、モートが触ったときはかなりの電気が流れていた。脳エネルギー感知ゴーグルは、モートがおとぼけオーラに包まれていることを発覚させた。おとぼけオーラによる電気ショックを受けると、頭が空っぽになり、痛みを感じなくなる。また、性格自体もモートと同じになるため、これを使われた者はジュリアンの足に異常な興味を示すようになる。吸い取られた頭脳データは段ボールに保管される。
自白剤／催眠ガス／記憶消去スプレー
登場「動物園スキャンダル」「ヤツはニュースキャスター」
チリソースには自白剤、グレープジャムには催眠ガス、ケチャップには記憶消去スプレーが入っている。自白剤は新人が誤って飲んでしまったことで、隊長のアンコウ料理の腕におべっかをつかっていたことと、動物が襲ってきたときのためひみつをデータにする「コッソリのぞき見」作戦でペンギンズのつかんだ動物達の恥ずかしい情報を暴露してしまった。
ラブハンター3000
登場「運命の恋人」
防衛策に応用するために製造。運命の恋人を探し出すことができる装置。実験としてマリーンの運命の恋人を探し出したが、装置が示した先に現れたのはフレッドだった。しかし実際は、フレッドの近くにいたスパニッシュギターが得意なカワウソのアントニオ（声 - 花輪英司）を示していた。
DNA検査機
登場「ミス・ペンギン」
メスが一羽いるというアリスの発言から使用された発明品。痰からでも検査可能。大量の電気を食うためヒューズが切れやすい。そのため隊長がメスと勘違いされるという事態を起こした。
生命体・プルプル／圧縮光線→ミニミニ光線
登場「コワルスキーの奇妙な発明」「帰ってきたプルプル」「秘密のトンネル」
スランプだったコワルスキーの作り出した立方体のスライム生命体。緑に近い黄緑色で透明。跳ねたり擦り進んだりして動く。果物を吸収し、驚異的な速さで巨大化する。嫌いな食べ物は生魚。コワルスキーの発明した圧縮光線で小さくされ、今もひっそりと飼育されている。後にプルプルのみが再登場。果物を吸収しなくなった代わりにホイップクリームを吸収するようになった。巨大化しなくなったが殴る・踏み潰す・爆破するなどの衝撃を加えると増殖し、動物園中をパニックに陥れた。圧縮光線は「秘密のトンネル」で、ミニミニ光線に名称が変更された。バートがネズミに驚き、トンネルを詰まらせた際にコワルスキーが使用するも、バートを小さくするつもりが、コワルスキーが小さくなってしまう。バートに元の大きさにするよう頼むも、大きすぎたり、小さすぎたり、体に水玉模様ができたりしたせいで、元に戻れず、動物達が元の居住区に戻った際も、小さいままだった。
衛星リモートコントロール装置
登場「テレビがライバル」
動物園が閉園の危機に陥ったときに作られた発明品。望遠鏡、携帯電話、パラボラアンテナ、タイマー、懐中電灯、ラバーカップ、ランニングマシーンで完成する。半径72km全てのテレビに動画を送ることが出来るが、ランニングマシーンを一定以上で走ると、負荷が掛かりあっという間に壊れる。
潜水艦
登場「水中に舵を取れ」「ビックフィッシュストーリー」「コードネーム 南極作戦」「私を愛したペンギン」
1回目は、アヒルに頼まれたライギョ退治のために建造。ジュリアンが勝手に命名した名前は「キングジュリアン・アイアイ（アイアイは二世の意）」。隊長が艦長、新人がレーダー、コワルスキーが航路、リコが見張りという分担であり、ライギョへの体当たりのため崩壊。2回目は、ニューヨーク湾の海底、ノルウェー王国のニシン運搬船「フィスケンルクト号」のニシン引き上げのために再建、使用されたが、そのニシンのせいでリコを除いたペンギンズは魚中毒に。3回目は、ヒョウアザラシのハンターと共に南極へ飛ばされてしまった新人を助けるために使われた。4回目は、ドリスの兄であるフランシスを、シーヴィルわくわくアクアパークから助け出すために使われた。
サイコトロン
登場「ともだちは箱の中」
相手の考えていることが分かる機械。チープな回路を使うとすぐに発火する。モートのゲーム機の回路を取り付けるも、あまり持たなかった。
脳改造マシン
登場「知りすぎた少年」
スパイの親玉であるという誤解から、校外学習の引率をしていた先生に対し記憶改ざんの目的で使用された。
ザ・ヘルメット
登場「ザ・ヘルメット」
名称は仮。コワルスキー曰く「良い名前があったら受け付けます」。思ったことを実現できる装置。物を浮かせて移動させたり、取り寄せたりすることが可能。強度を最大10まで調整できるが、コワルスキー並みの頭脳でも1から5程度が限界であるらしい。キング・ジュリアンがコワルスキーから盗み、強度を最大にしてしまった結果、装置を暴走させてしまう。
神経無効化装置／ハイパーレーザー標的システム／磁力解除装置
登場「リコVSモンスターカー」
これらの発明品には、文字の読めないコワルスキーがカンで作成したネームプレートがつけられていた。ハイパーレーザー標的システムは、リコがうっかり壊したラジコンカーに誤って取り付けられた。
赤外線ニシントースター／透メーカー
登場「限りなく透明に近いマシン」
赤外線ニシントースターは爆発を起こし、コワルスキーが隊長に発明や実験、怪しい活動の禁止を言いわたされるきっかけとなった。それにより、コワルスキーは隊長を見返すべく物を透明にする光線を発射できる車である透メーカーを発明したが、ジュリアンのせいで大パニックに。正式名は透明物質製造機。
予期せぬことを探知する装置
登場「予期せぬできごと」
マッチ棒の触れ具合によって予期せぬことを探知できる。男の子のアイスクリームが落ちることを探知できたが、新人の投げた魚がリコに当たり、リコの口から出た物（ラバーカップ）が鳩に当たり、それが落ちて作業員に当たり、倒れた梯子がカートに当たって進み、その中身から飛び出た金物を誤ってバートが吸い込み、勢いよく吐き出されたそれらがゴリとラーの居住区に吊り下がっていたタイヤを切り外し、そのタイヤが転がってベビーカーにあたり、ベビーカーごと赤ちゃんが動物園から出てしまうということは予期できなかった。また、恐ろしいことが起きるとなると爆発する。
ドリンククーラー／高エネルギーベーグルトースター／陽電子舌クリーナー／素粒子爪切り／耳垢リサイクラー／ハイパーチャージした脳
登場「脳内レボリューション」
コワルスキーの研究していたもの。ドリンククーラーと耳垢リサイクラーは大爆発を起こしている。また、コワルスキーは自らの脳をハイパーチャージし、この世で一番賢いペンギンと称したが、原因不明の脳の縮小が起こり、知能が減退した。
クランクカラカラ背骨矯正機
登場「一日一善」「眠りにおちたシェイクスピア」
メイソンにバケツが当たったときに登場した。中世の拷問装置をモデルにしている。引っ張られると背が伸びる。新人への尋問のときに再登場したが使用されなかった。
かわゆさアナライザー
登場「かわゆさオーバーロード」
営業スマイルが飽きられたことにより新たなかわゆさを求めて使用された機械。測定結果はリコがマイナスで怖いか危ない。新人は何もしなくても48%という結果が出た。また、測定結果が100%を超えると、自前のかわゆさで相手の脳をオーバーロードさせる「ハイパーかわゆさ」を発揮できるとされる。
音速素粒子加速器
登場「キング・ジュリアンの一日隊長」
ジュリアンが一日隊長として基地を散策していたとき、地下13階の極秘エリアにて見つけた発明品。マリーンの綿あめを取ってきて欲しいという要望を叶えるために使用。
おやすみファイティング・モビール 宿敵バージョン
登場「なんちゃってヒーローズ」
隊長を起こさないようにするために使用された物。絵が下げられており、ドクター・シオフキー、ハンス、老人（ヒッピー）の絵が付いている。これをつけている間は宿敵を倒す夢を見ているため簡単には起きない。
ビーム銃／ラット・キャノン
登場「ゆりかごの中の隊長」
腐った魚を若返らせてフレッシュにするための発明品。隊長に向かって誤射され、隊長が子供になってしまった。下水道に落ちてドブネズミに奪われた時はフレッシュライザー・ネーターと呼ばれ重宝されていた。ラット・キャノンは、対ネズミ用に開発されたミサイル。
スーパーコチョコチョ
登場「色白は七難を隠す?」
アリーン（塩素で白くなったマリーン）が自分はマリーンであると名乗ったとき、調べるためにコワルスキーが出したもの。先にピンクの毛のようなものがたくさんくっついており、新人がスーパーコチョコチョをうけ大笑いしていた。
クロノトロン／スノーコーンマシン
登場「タイムマシンにお願い」
過去に行けるいわゆるタイムマシン。名が味気ないのでこの名が付いた。未来の人物がこれを使って現在の同一人物と対面すると時空の連続性が狂い、地獄と化し混乱する。コワルスキーが唯一使用し、過去から来た者、過去から来てもう一度過去に行った者、現在いる者と3人が一斉に出てきてしまい、混乱を引き起こした。最終的にリコによって時空の狭間に投げ込まれたことで解決した。その後スノーコーンマシンが開発されたが、その結果アメリカ中がスノーコーンアイスに埋め尽くされた所で物語は終わる。
ナノマシン
声 - 荻野晴朗
登場「ナノマシンにおまかせ」
顕微鏡でないと見られないくらい小さい発明品。これを機械にかけるとグレードアップする。ペンギンズに危害を与えないように防御プロトコルをプログラムした。しかし、「バリーが猛毒を持っているから危険」という言葉に反応して防御プロトコルがエスカレートし、ちょっとしたことでもペンギンを守ろうと発展しさらにナノマシンの機械が合体してロボットのようになったが最終的にコワルスキーに危害を与えたため自分のプログラムの犠牲になり自爆、コワルスキーは隊長にこっぴどく叱られることになった。
ザ・ネクスト・クールビズン
登場「はじめての宿敵」
次世代ペンギン型ロボットスーツ。コワルスキーが何回もテストしたがすべて失敗した上、デールとのトラブルの元になってしまう。
S.T.A.N.K.（スタンク）
登場「しょっぱい関係」
トイレの形をした匂い爆弾で匂い爆弾の親玉。「プロジェクト：スーパー とっても アロマティック 二度と結構 カブーンブーン（Project：Super Toxic Aromatically Noctious Kaboom-boom）」の略語。便座に座らせたターゲットをロックし爆弾のコアを刺激して爆発する。新人がペンギンズに入る前に完成していて元々ドクター・シオフキーに使用する予定だったがイルカはトイレを使わないため断念し封印したが諸事情により姿を現した。今でも動く。ロックを解除するには塩分（塩や涙など）が必要。
クロノカービュレーター/超次元歯ブラシ
登場「ストップウォッチ」
ストップウォッチの形をした時間を止める装置だが発音しづらいため隊長に「ストップウォッチ」と改名された。ペンギンズはこれでアリスにイタズラしたり、かき氷売りのワゴンのかき氷をワゴンごと強奪しかき氷を食したりするが、ジュリアンにストップウォッチが奪われたあげく、ストップウォッチが壊れた。これによりジュリアンとコワルスキーを残して時間が止まり、コワルスキーが試行錯誤に直そうとするが治らないので、2人で時間が止まっている間にやりたい放題やった（その間コワルスキーはたくさん発明を行っており、超次元歯ブラシは7009個目の発明である）。その後ストップウォッチの中にジュリアンが噛んだガムが入っていたことがわかり、それを取り除いたことによりストップウォッチは直った。
ペルソナディバイダー
登場「リトルフット」
性格の一部を取り出すことが出来る機械。すでに完成されていたが、コワルスキーの哲学的配慮から使用されなかった。マリーンの野生の部分を取り除くために使用されたが、その影響でマリーンは極端に怖がりになった上に野生の部分がリトルフットとして具体化、街に出て暴れまわった。しかし再び光線を当てて合成、マリーンの野生の部分のコントロールにも成功した。
チュロスティ・フィッシュ・ナタイザー
登場「夢のフィロス」
ペンギンズの好物であるチュロスと魚を合体させた「フィロス」を量産するマシン。隊長曰くこの世の旨いものを凝縮した味がするらしい。有害物質を宇宙空間に垂れ流すのが欠点で、ペンギンズがフィロスを食べまくったため有害物質のバブルが宇宙に発生。動物園近辺に局地的な異常気象を巻き起こした。ジュリアン達からするとフィロスはまずいと感じるらしい。
内蔵式バイオ顔文字センサー／くっつき装置
登場「ずっ敵」
バイオ顔文字センサーによって敵か友かを判断する機械。だがセンサーを逆に取り付けていたため、友を敵と判断してアラームを鳴らし続けた。そのため、しびれを切らした隊長が破壊しようと叩いた際、体に電流が流れ、機械の中身が隊長に流れ込み、彼がハンスと手を組むに至った（ジュリアンも本心では敵と思っていたので友人として接した）。くっつき装置は隊長を元に戻す際に使用された。
フリーズ光線
登場「お泊りズー」
ベスビオ兄弟を救うために使用された銃。フリーズと解除を使い分けることが出来る。だが人間に対しては一定時間が経つと解除されてしまう。
セクタービクターブラボー
初登場「マダガスカルからの物体X」
場所を探知するイワシ缶でできた機械。初登場以来、ほとんどの話に登場している。ラブハンター3000に接続することができる。
ターボシューズ/お尻ペンペナー
登場「腹はなんでも知っている」
パワーセル
登場「続・ドクター・シオフキーの逆襲」
核融合イワシ缶詰
登場「プリンセス・パーキーちゃん」
発明したものの制御が不可能であった。半径8kmを壊滅させる威力とされていたが、実際の爆発は規模の小さいものであった。
スキスキレーザー
登場「スキスキレーザー」
アイス光線
登場「コワルスキー司令官」

## ドクター・シオフキーの装備、戦力
リング・オブ・ファイヤー（Ring of Fire）
「ドクター・シオフキーの逆襲」に登場
北極の氷を溶かして地球を海で覆い尽くし、人間達に火の輪くぐりをさせる為につくられたマシン。北極点を丸く囲む8つのタワーにより構成される。タワーはドリル型で、地球の中心から熱を取り出し、傘の骨のように開く10本のバーから熱を発散する。チャック・チャールズ曰く「熱の輪っか」（Hoop of Heat）。ドクター・シオフキーのアジトにある遠隔操作盤には丸い4つの押ボタンがあり、「赤」で起動、「青」は熱出力を「笑っちゃうレベル」（ludicrous level）に、「緑」は出力を「メガトン級」(beyond all reason）に増加させる。停止は「紫」である。
メタルクロー（Chrome Claw）
「ドクター・シオフキーの逆襲」に登場
ドクター・シオフキーによって凶悪・巨大化し、右のハサミが金属と化した1匹のロブスターで、15匹ぐらいのパワーを持つ。武器はハサミ（爆弾を一鋏で粉砕した）と尾（コワルスキー、リコ、新人を一発で跳ね飛ばした）。元々は海と陸を支配する為に作ったが、隊長を倒すために送った。隊長をハサミで追い詰めとどめをさそうとしたが、リコ、新人のダイナマイトで真上の橋を落とされ、下敷きとなった。
マインドジャッカー（Mind Jacker）
「続・ドクター・シオフキーの逆襲」「私を愛したペンギン」に登場
スクーターの中に装備したピエロの頭部をしたマシン。口から発射される光線は、相手（隊長、コワルスキー、リコ、新人、ロブスター、シオフキー本人）の記憶を抜き取ることが出来るが、再度打ち戻せば、抜き取った記憶を元の持ち主に戻すことが可能である。
ディアボロジャイザー（Diabologizer）
「続・ドクター・シオフキーの逆襲」に登場
あらゆる物を凶悪する、巨大なレーザー砲。放たれる光線は、色々な物を巨大な怪物に変化させることができる。1匹のウサギで実験し、その後コワルスキー、リコ、新人をモンスターにしようとしたが、モートと共にエレベーターから戻ってきたジュアリンのMP3プレーヤーに命中してしまったが、パワーセルの働きで、意味を持つ怪物と化した。
MP3プレーヤーモンスター
「ディアボロジャイザー」に当たったMP3プレーヤー。サイバー的な風景とギザギザ線の画面とイヤホンが両目になってるのが特徴で、パワーセルの働きで意志を持ち、宙を泳ぐように移動し、目から光線を発射する他、そこに入った物の声が歌声（アレックスには影響を受けない）となる緑色の空間に作り出すことが出来るが、相手の歌声（シオフキー、ジュリアン、隊長）には反応する。

## スタッフ
- 原案 - トム・マクグラス、エリック・ダーネル
- 音楽 - アダム・ベリー
- アニメーションスーパーバイザー - クリス・ニューハン、ランディ・ドーマンズ
- 翻訳 - 千葉真美
- 演出 - 早川陽一
- 共同製作総指揮 - ブレット・ハーランド
- 製作総指揮 - ボブ・スクーリー、マーク・マッコークル
- スーパーバイジングプロデューサー - ニック・フィリッピ、クリス・ニューハン
- スーパーバイジングディレクター - ニック・フィリッピ、デビット・ノット
- 監督 - ブレット・ハーランド、ニック・フィリッピ
- アニメーション制作 - ニコロデオン、ドリームワークス・アニメーション

## 各話リスト
日話数は日本の話数。米話数はアメリカの話数。Sは日本でのシリーズ話数。D話数は日本のディズニー・チャンネルおよびディズニーXDでの話数。米話数で斜体の話数は本来は別シーズンの話数。E放送日はNHK Eテレでの放送日、X放送日はディズニーXDでの放送日、D放送日はディズニー・チャンネルでの放送日。絵コンテで無表記は不明。
日本語版サブタイトルはリコ役の岩崎正寛が読み上げ、その後にサブタイトルに関したネタを言う。

### シーズン1
| 日 話 数 | 米 話 数 | D 話 数 | サブタイトル               | 原題                             | E放送日       | 脚本                                                     |
| -------- | -------- | ------- | -------------------------- | -------------------------------- | ------------- | -------------------------------------------------------- |
| 1        | 16       | 1a      | ポップコーンパニック!      | Popcorn Panic                    | 2010年 4月4日 | ポール・ラッグ／ ボブ・スクーリー／ マーク・マッコークル |
| 2        | 1        | 1b      | フラッシュと共に去りぬ     | Gone in a Flash                  | 2010年 4月4日 | トッド・ガーフィールド                                   |
| 3        | 10       | 2a      | 人気者で行こう!            | Tangled in the Web               | 4月11日       | ネイト・ネッチェル                                       |
| 4        | 11       | 2b      | 愛と王冠はドブの中に       | Crown Fools                      | 4月11日       | ボブ・スクーリー／ マーク・マッコークル                  |
| 5        | 2        | 3a      | ペンギンズ、月へ行く?      | Launchtime                       | 4月18日       | ロン・アンダーソン                                       |
| 6        | 3        | 3b      | 怪物たちのいるところ       | Haunted Habitat                  | 4月18日       | ボブ・スクーリー／ マーク・マッコークル                  |
| 7        | 4        |         | モートとぬいぐるみ工場     | Operation:Plush & Cover          | 4月25日       | エディ・グゼリアン                                       |
| 8        | 5        |         | キング・ジュリアン・デー   | Happy King Julien Day!           | 4月25日       | ローラ・ガティン                                         |
| 9        | 6        |         | 赤ちゃんはペンギンがお好き | Paternal Egg－Stinct             | 5月2日        | トッド・ガーフィールド                                   |
| 10       | 7        |         | バッテリーズ               | Assault & Batteries              | 5月2日        | ビル・モッツ／ボブ・ロス                                 |
| 11       | 8        | 6a      | ペンギンたちの三角旗       | Penguiner Takes All              | 5月9日        | ジョン・ベーンケ／ ロブ・ハンフリー                      |
| 12       | 9        | 6b      | 足長ジュリアン             | Two Feet High and Rising         | 5月9日        | マット・ネグレテ                                         |
| 13       | 12       | 7a      | マダガスカルからの物体X    | The Hidden                       | 5月16日       | クリス・ニューハン／ スコット・クリーマー                |
| 14       | 13       | 7b      | 王様の私                   | Kingdom Come                     | 5月16日       | エディ・グゼリアン                                       |
| 15       | 14       |         | ペンギンズ・オブ・サンダー | Little Zoo Coupe                 | 5月23日       | ビル・モッツ／ボブ・ロス                                 |
| 16       | 15       |         | ハラハラ時計爆弾           | All Choked Up                    | 5月23日       | ブランドン・ソーヤ                                       |
| 17       | 17       |         | ゴーフィッシュ!            | Go Fish                          | 5月30日       | エディ・グゼリアン                                       |
| 18       | 18       |         | ミラクル・オン・アイス     | Miracle on Ice                   | 5月30日       | ビル・モッツ／ボブ・ロス                                 |
| 19       | 19       | 10a     | 小脱走                     | Needle Point                     | 6月6日        | ビル・モッツ／ボブ・ロス                                 |
| 20       | 20       | 10b     | いつも心に太陽を           | Eclipsed                         | 6月6日        | キム・デュラン／ ボブ・スクーリー／ マーク・マッコークル |
| 21       | 21       | 11a     | 超人モート                 | Mort Unbound                     | 6月13日       | ビル・モッツ／ボブ・ロス                                 |
| 22       | 22       | 11b     | ルームメイト               | Roomies                          | 6月13日       | メードレイン・パクソン                                   |
| 23       | 25       |         | クロコダイル シンガー      | Roger Dodger                     | 6月20日       | エディ・グゼリアン                                       |
| 24       | 24       |         | マイ、ロボット             | Lemur See, Lemur Do              | 6月20日       | ビル・モッツ／ボブ・ロス                                 |
| 25       | 27       |         | ワイルド・マリーン         | Otter Gone Wild                  | 6月27日       | ジョン・ベーンケ／ ロブ・ハンフリー                      |
| 26       | 28       |         | 局員Xの追跡                | Cat's Cradle                     | 6月27日       | ブランドン・ソーヤ                                       |
| 27       | 23       |         | おみくじクッキー           | Misfortune Cookie                | 7月4日        | ビル・モッツ／ボブ・ロス                                 |
| 28       | 29       |         | 恋におちて                 | Monkey Love                      | 7月4日        | デビン・ブンジェ／ ニック・スタントン                    |
| 29       | 26       |         | 空のギャング               | Skorca!                          | 7月11日       | ブランドン・ソーヤ                                       |
| 30       | 30       |         | クール&ヒート              | Tagged                           | 7月11日       | エディ・グゼリアン                                       |
| 31       | 31       |         | 局員Xリターンズ            | What Goes Around                 | 7月18日       | ブランドン・ソーヤ                                       |
| 32       | 32       |         | 偽りのヒーロー             | Mask of the Raccoon              | 7月18日       | ビル・モッツ／ボブ・ロス                                 |
| 33       | 48       |         | ドクター・シオフキーの逆襲 | Dr. Blowhole's Revenge           | 7月25日       | ボブ・スクーリー／ マーク・マッコークル                  |
| 34       | 33       | 18a     | 失われたブギ               | Out of the Groove                | 8月1日        | ビル・モッツ／ボブ・ロス                                 |
| 35       | 34       | 18b     | ジャングルの掟             | Jungle Law                       | 8月1日        | ブランドン・ソーヤ                                       |
| 36       | 35       | 19a     | 帰ってきたゾンビ           | I Was a Penguin Zombie           | 8月8日        | ブランドン・ソーヤ                                       |
| 37       | 36       | 19b     | ハチとの遭遇               | Sting Operation                  | 8月8日        | ブランドン・ソーヤ                                       |
| 38       | 77       | 20a     | 隊長はニュースキャスター   | Command Crisis                   | 8月15日       | トッド・ガーフィールド                                   |
| 39       | 78       | 20b     | 動物園スキャンダル         | Truth Ache                       | 8月15日       | ビル・モッツ／ボブ・ロス                                 |
| 40       | 37       | 21a     | さびしんぼうキング         | All King, No Kingdom             | 8月22日       | ビル・モッツ／ボブ・ロス                                 |
| 41       | 38       | 21b     | 触れられざる者             | Untouchable                      | 8月22日       | ビル・モッツ／ボブ・ロス                                 |
| 42       | 41       |         | ゾウは決して忘れない       | An Elephant Never Forgets        | 8月29日       | ブランドン・ソーヤ                                       |
| 43       | 42       |         | 運命の恋人                 | Otter Things Have Happened       | 8月29日       | ビル・モッツ／ボブ・ロス                                 |
| 44       | 40       |         | ミス・ペンギン             | Miss Understanding               | 9月5日        | ブランドン・ソーヤ                                       |
| 45       | 39       |         | 掃きだめにフィル           | Over Phil                        | 9月5日        | ダグ・モリター                                           |
| 46       | 45       |         | コワルスキーの奇妙な発明   | Jiggles                          | 9月12日       | ボブ・スクーリー／ マーク・マッコークル                  |
| 47       | 43       |         | テレビがライバル           | Zoo Tube                         | 9月12日       | ジャスティン・ チャールボイス                            |
| 48       | 44       | 25a     | 水中に舵をとれ             | Snakehead!                       | 9月19日       | ビル・モッツ／ボブ・ロス                                 |
| 49       | 46       | 25b     | 恋する隊長                 | The Falcon and the Snow Job      | 9月19日       | ブランドン・ソーヤ                                       |
| 50       | 47       | 26a     | 表紙はだれだ!?             | The Penguin Stays in the Picture | 9月26日       | ビル・モッツ／ボブ・ロス                                 |
| 51       | 70       | 26b     | 宿敵ハンス、現る           | Huffin and Puffin                | 9月26日       | ビル・モッツ／ボブ・ロス                                 |

### シーズン2
| 日 話 数 | 米 話 数 | D 話 数 | S  | サブタイトル                                                              | 原題                                      | E放送日 （2011年度）                | E放送日 （2017年度）                                           | X放送日                       | 脚本                                    |
| -------- | -------- | ------- | -- | ------------------------------------------------------------------------- | ----------------------------------------- | ----------------------------------- | -------------------------------------------------------------- | ----------------------------- | --------------------------------------- |
| 52       | 51       | 30a     | 1  | ワニが指名手配                                                            | Gator Watch                               | 2011年 4月3日                       |                                                                |                               | ビル・モッツ／ボブ・ロス                |
| 53       | 52       | 30b     | 2  | ボディガード                                                              | In the Line of Doody                      | 2011年 4月3日                       | ブランドン・ソーヤ                                             |                               |                                         |
| 54       | 65       | 32a     | 3  | レナードの昼                                                              | Night and Dazed                           | 4月10日                             | カート・ウェルドン                                             |                               |                                         |
| 55       | 66       | 32b     | 4  | 消されたほ乳類                                                            | The Big Squeeze                           | 4月10日                             | ディーン・ステファン                                           |                               |                                         |
| 56       | 53       | 33a     | 5  | 羊をめぐる問題                                                            | Can't Touch This                          | 4月17日                             | ビル・モッツ／ボブ・ロス                                       |                               |                                         |
| 57       | 54       | 33b     | 6  | ハードボイルド・ライセンス                                                | Hard Boiled Eggy                          | 4月17日                             | ブランドン・ソーヤ                                             |                               |                                         |
| 58       | 67       | 34a     | 7  | 噴水に願いを                                                              | Wishful Thinking                          | 4月24日                             | ビル・モッツ／ボブ・ロス                                       |                               |                                         |
| 59       | 68       | 34b     | 8  | エイプリルフール                                                          | April Fools                               | 4月24日                             | ビル・モッツ／ボブ・ロス                                       |                               |                                         |
| 60       | 69       | 35a     | 9  | ハロー かわいこちゃん                                                     | Hello, Dollface                           | 5月1日                              | ブランドン・ソーヤ                                             |                               |                                         |
| 61       | 56       | 35b     | 10 | ポスターに向かって走れ                                                    | Fit to Print                              | 5月1日                              | エディ・グゼリアン                                             |                               |                                         |
| 62       | 58       | 37a     | 11 | ミスター・タックス                                                        | Mr.Tux                                    | 5月8日                              | エディ・グゼリアン                                             |                               |                                         |
| 63       | 59       | 37b     | 12 | コンクリートジャングルサバイバル                                          | Concrete Jungle Survival                  | 5月8日                              | ブランドン・ソーヤ                                             |                               |                                         |
| 64       | 74       | 38a     | 13 | ともだちは箱の中                                                          | Friend-in-a-Box                           | 5月15日                             | ビル・モッツ／ボブ・ロス                                       |                               |                                         |
| 65       | 62       | 38b     | 14 | 猟奇的な彼女たち                                                          | Badger Pride                              | 5月15日                             | ビル・モッツ／ボブ・ロス                                       |                               |                                         |
| 66       | 60       | 29a     | 15 | 局員Xの転身                                                               | Stop Bugging Me                           | 5月22日                             | ビル・モッツ／ボブ・ロス                                       |                               |                                         |
| 67       | 61       | 29b     | 16 | 知りすぎた少年                                                            | Field Tripped                             | 5月22日                             | トッド・ガーフィールド                                         |                               |                                         |
| 68       | 63       | 28a     | 17 | ドッカーンに首ったけ                                                      | Kaboom and Kabust                         | 5月29日                             | ブランドン・ソーヤ                                             |                               |                                         |
| 69       | 64       | 28b     | 18 | ザ・ヘルメット                                                            | The Helmet                                | 5月29日                             | ジョン・ベーンケ／ ロブ・ハンフリー                            |                               |                                         |
| 70       | 57       | 36a     | 19 | タッチにご用心                                                            | Operation:Cooties                         | 6月5日                              | イヴォリー・フロイド                                           |                               |                                         |
| 71       | 73       | 36b     | 20 | リコ vs モンスターカー                                                    | Driven to the Brink                       | 6月5日                              | ビル・モッツ／ボブ・ロス                                       |                               |                                         |
| 72       | 71       | 39a     | 21 | 限りなく透明に近いマシン                                                  | Invention Intervention                    | 6月12日                             | トーマス・ハート                                               |                               |                                         |
| 73       | 72       | 39b     | 22 | 予期せぬできごと                                                          | Cradle and All                            | 6月12日                             | ジャスティン・ チャールボイス                                  |                               |                                         |
| 74       | 75       | 41a     | 23 | ガスのお仕事                                                              | Work Order                                | 6月19日                             | エディ・グゼリアン                                             |                               |                                         |
| 75       | 76       | 41b     | 24 | ダイヤモンドの首飾り                                                      | Hot Ice                                   | 6月19日                             | ロス・ビーレイ                                                 |                               |                                         |
| 76       | 80       | 42a     | 25 | キングはわかってくれない                                                  | Whispers and Coups                        | 6月26日                             | ビル・モッツ／ボブ・ロス                                       |                               |                                         |
| 77       | 81       | 42b     | 26 | バートのアート                                                            | Brush with Danger!                        | 6月26日                             | ジョン・ベーンケ／ ロブ・ハンフリー                            |                               |                                         |
| 78       | 115      | 43a     | 27 | エイリアン襲来                                                            | Alienated                                 | 7月3日                              | ビル・モッツ／ボブ・ロス                                       |                               |                                         |
| 79       | 119      | 43b     | 28 | 色白は七難をかくす?                                                       | The Otter Woman                           | 7月3日                              | キム・デュラン                                                 |                               |                                         |
| 80       | 83       |         | 29 | 続・局員Xの転身                                                           | The Officer X Factor                      | 7月10日                             | トム・クラジェウスキー ／エディ・グゼリアン                    |                               |                                         |
| 81       | 82       |         | 30 | 恋の痛み                                                                  | Love Hurts                                | 7月10日                             | ブランドン・ソーヤ                                             |                               |                                         |
| 82       | 102      | 45a     | 31 | 一日一善                                                                  | Operation: Good Deed                      | 7月17日                             | ビル・モッツ／ボブ・ロス                                       |                               |                                         |
| 83       | 103      | 45b     | 32 | かくも長き不在                                                            | When the Chips are Down                   | 7月17日                             | ビル・モッツ／ボブ・ロス                                       |                               |                                         |
| 84       | 89       | 46a     | 33 | おかしな二人                                                              | Kanga Management                          | 7月24日                             | カート・ウェルドン                                             |                               |                                         |
| 85       | 88       | 46b     | 34 | モートのスパイ大作戦                                                      | Rat Fink                                  | 7月24日                             | ブランドン・ソーヤ                                             |                               |                                         |
| 86       | 85       | 47a     | 35 | 第2の男                                                                   | Right Hand Man                            | 7月31日                             | エディ・グゼリアン                                             |                               |                                         |
| 87       | 84       | 47b     | 36 | 脳内レボリューション                                                      | Brain Drain                               | 7月31日                             | ビル・モッツ／ボブ・ロス                                       |                               |                                         |
| 88       | 92       | 48a     | 37 | かわゆさオーバーロード                                                    | Cute-astrophe                             | 8月7日                              | ブランドン・ソーヤ                                             |                               |                                         |
| 89       | 90       |         | 38 | キング・ジュリアンの一日隊長                                              | King Julien for a Day                     | 8月7日                              | デレク・アイバーソン／ エディ・グゼリアン                      |                               |                                         |
| 90       | 97       |         | 39 | 僕のナイジェルおじさん                                                    | A Visit from Uncle Nigel                  | 8月14日                             | ビル・モッツ／ボブ・ロス                                       |                               |                                         |
| 91       | 91       |         | 40 | 余命1日のモーリス                                                         | Maurice at Peace                          | 8月14日                             | トーマス・ハート                                               |                               |                                         |
| 92       | 86       |         | 41 | なんちゃってヒーローズ                                                    | Danger Wears a Cape                       | 8月21日                             | ブランドン・ソーヤ                                             |                               |                                         |
| 93       | 87       |         | 42 | 眠りにおちたシェイクスピア                                                | Operation: Break-speare                   | 8月21日                             | ジェス・ウィンフィールド                                       |                               |                                         |
| 94       | 93       | 51a     | 43 | 隣人はにぎやかに歌う                                                      | Operation: Neighbor Swap                  | 8月28日                             | ビル・モッツ／ボブ・ロス                                       |                               |                                         |
| 95       | 96       |         | 44 | ビックフィッシュストーリー                                                | Herring Impaired                          | 8月28日                             | ブランドン・ソーヤ                                             |                               |                                         |
| 96       | 95       | 52a     | 45 | ゆりかごの中の隊長                                                        | Rock-a-Bye Birdie                         | 9月4日                              | ガブリエル・ガーザ                                             |                               |                                         |
| 97       | 94       | 52b     | 46 | 復しゅうするはヘビにあり                                                  | All Tied Up with a Boa                    | 9月4日                              | ブランドン・ソーヤ                                             |                               |                                         |
| 98       | 79       | 40      | 47 | メリーキッズマス                                                          | The All Nighter Before Christmas          | 12月25日                            | ブランドン・ソーヤ                                             |                               |                                         |
| 99       | 49       | 27a     | 48 | アカリス大捜索                                                            | The Red Squirrel                          | 2012年 1月15日                      | ブランドン・ソーヤ                                             |                               |                                         |
| 100      | 50       | 27b     | 49 | タイムマシンにおねがい                                                    | It's About Time                           | 2012年 1月15日                      | ビル・モッツ／ボブ・ロス                                       |                               |                                         |
| 101      | 55       | 31      | 50 | ゴールデン スクイレル 失われたお宝                                        | The Lost Treasure of the Golden Squirrel  | 1月22日                             | エディ・グゼリアン                                             |                               |                                         |
| 102      | 113      | 53a     | 51 | スキスキレーザー                                                          | Loathe at First Sight                     |                                     | 2015年 1月9日                                                  | ジャスティン・ チャールボイス |                                         |
| 103      | 114      | 53b     | 52 | 帰って来たプルプル                                                        | The Trouble With Jiggles                  | ジョン・ベーンケ／ ロブ・ハンフリー | 2015年 1月9日                                                  |                               |                                         |
| 104      | 123      | 54a     | 53 | もじゃもじゃモンスター                                                    | Hair Apparent                             | ジム・ペロント                      | 2015年 1月9日                                                  |                               |                                         |
| 105      | 124      | 54b     | 54 | リコに首ったけ                                                            | Love Takes Flightless                     | ビル・モッツ／ボブ・ロス            | 2015年 1月9日                                                  |                               |                                         |
| 106      | 98       | 55      | 55 | ホーボーケン・サプライズ                                                  | The Hoboken Surprise                      | 2016年 1月23日                      | 2017年 1月28日                                                 | 1月16日                       | ブランドン・ソーヤ                      |
| 107      | 100      | 56a     | 56 | 恐怖のサーカス                                                            | Pets Peeved                               | 1月30日                             | 2月4日                                                         | 1月16日                       | ブランドン・ソーヤ                      |
| 108      | 101      | 56b     | 57 | ナノマシンにおまかせ                                                      | Byte-Sized                                | 1月30日                             | 2月4日                                                         | 1月16日                       | イヴリン・ガーベイ                      |
| 109      | 109      | 57a     | 58 | はじめての宿敵                                                            | Arch-Enemy                                | 2月6日                              | 2月11日                                                        | 1月23日                       | ビル・モッツ／ボブ・ロス                |
| 110      | 108      | 57b     | 59 | しょっぱい関係                                                            | The Big S.T.A.N.K.                        | 2月6日                              | 2月11日                                                        | 1月23日                       | エディ・グゼリアン                      |
| 111      | 116      | 58a     | 60 | デンジャラス・ゲーム                                                      | The Most Dangerous Game Night             | 2月13日                             | 2月18日                                                        | 1月23日                       | ブランドン・ソーヤ                      |
| 112      | 129      | 58b     | 61 | モートの親友                                                              | Street Smarts                             | 2月13日                             | 2月18日                                                        | 1月23日                       | ジェームズ・W・ベイツ                   |
| 113      | 104      | 59a     | 62 | ストップウォッチ                                                          | Time Out                                  | 2月20日                             | 2月25日                                                        | 1月30日                       | ジョン・ベーンケ                        |
| 114      | 105      | 59b     | 63 | アーカーリスイルスタンの男                                                | Our Man in Grrfurjiclestan                | 2月20日                             | 2月25日                                                        | 1月30日                       | ブランドン・ソーヤ                      |
| 115      | 99       | 60      | 64 | 続・ドクター・シオフキーの逆襲 Part1 続・ドクター・シオフキーの逆襲 Part2 | The Return of the Revenge of Dr. Blowhole | 2月27日                             | 2017年 1月2日（Part1・Part2） 3月25日（Part1） 4月1日（Part2） | 1月30日                       | ボブ・スクーリー／ マーク・マッコークル |
| 116      | 99       | 61      | 65 | 続・ドクター・シオフキーの逆襲 Part1 続・ドクター・シオフキーの逆襲 Part2 | The Return of the Revenge of Dr. Blowhole | 3月5日                              | 2017年 1月2日（Part1・Part2） 3月25日（Part1） 4月1日（Part2） | 2月15日                       | ボブ・スクーリー／ マーク・マッコークル |

### シーズン3
| 日 話 数 | 米 話 数 | D 話 数 | S  | サブタイトル               | 原題                                  | DCH 放送日     | Eテレ 放送日 （2015年度） | Eテレ 放送日 （2016年 - 2017年度） | 脚本                         | 絵コンテ                                                                  |
| -------- | -------- | ------- | -- | -------------------------- | ------------------------------------- | -------------- | ------------------------- | ---------------------------------- | ---------------------------- | ------------------------------------------------------------------------- |
| 117      | 106      |         | 1  | 腹は何でも知っている       | Gut Instinct                          | 2015年 5月9日  | 2016年 3月12日            | 2017年 3月4日                      | ビル・モッツ／ボブ・ロス     |                                                                           |
| 118      | 107      |         | 2  | イカりの鉄拳               | I Know Why the Caged Bird Goes Insane | 2015年 5月9日  | 2016年 3月12日            | 2017年 3月4日                      | ブランドン・ソーヤ           |                                                                           |
| 119      | 110      | 63      | 3  | コードネーム 南極作戦      | Operation: Antarctica                 | 5月16日        | 3月19日                   | 3月11日                            | ブランドン・ソーヤ           |                                                                           |
| 120      | 130      |         | 4  | カンフーコアラ             | Nighty Night Ninja                    | 5月23日        | 3月26日                   | 3月18日                            |                              |                                                                           |
| 121      | 136      |         | 5  | ベビーシッターはつらいよ   | Siege the Day                         | 5月23日        | 3月26日                   | 3月18日                            | ビル・モッツ／ボブ・ロス     |                                                                           |
| 122      | 111      |         | 6  | 秘密のトンネル             | The Big Move                          | 5月30日        | 2016年 1月3日 4月2日(再)  |                                    | トーマス・ハート             | トム・バーナード／カーソン・カングラー                                    |
| 123      | 112      |         | 7  | 最後のドードー             | Endangerous Species                   | 5月30日        | 2016年 1月3日 4月2日(再)  | ガブリエル・ガーザ                 | ショーン・クライナー         |                                                                           |
| 124      | 126      |         | 8  | リトルフット               | Littlefoot                            | 6月6日         | 2015年 10月3日            | 2016年 10月8日                     | マーク・パーマー             | トム・バーナード／マット・エングストローム                                |
| 125      | 125      |         | 9  | やさしいママ               | Smotherly Love                        | 6月6日         | 2015年 10月3日            | 2016年 10月8日                     | マイケル・ルディ             | フレッド・オズモンド／ジェレミー・バーンスタイン                          |
| 126      | 131      | 67a     | 10 | チームワーク強化週間       | A Kipper for Skipper                  | 6月20日        | 10月10日                  | 10月15日                           | スティーヴ・アラングリン     | スニル・ホール                                                            |
| 127      | 132      | 67b     | 11 | ムービーデー               | High Moltage                          | 6月20日        | 10月10日                  | 10月15日                           | ブランドン・ソーヤ           | エマニュエル・デリジアニス                                                |
| 128      | 122      | 68      | 12 | 夢のフィロス               | Operation: Big Blue Marble            | 8月15日        | 10月17日                  | 10月22日                           | ビル・モッツ／ボブ・ロス     | トム・バーナード／ショーン・クライナー                                    |
| 129      | 117      |         | 13 | わしは猫である             | Feline Fervor                         | 8月22日        | 10月24日                  | 10月29日                           | ジャスティン・チャールボイス | ジーン・セバスチャン・デュクロ                                            |
| 130      | 120      |         | 14 | 正義のバルーン             | Action Reaction                       | 8月22日        | 10月24日                  | 10月29日                           | ガブリエル・ガーザ           | フレッド・オズモンド                                                      |
| 131      | 135      |         | 15 | 超能力チキン               | Mental Hen                            | 8月29日        | 10月31日                  | 11月5日                            | ブランドン・ソーヤ           | ジェレミー・バーンスタイン                                                |
| 132      | 121      |         | 16 | ミスター親指               | Thumb Drive                           | 8月29日        | 10月31日                  | 11月5日                            | ビル・モッツ／ボブ・ロス     | スニル・ホール／エマニュエル・デリジアニス                                |
| 133      | 127      |         | 17 | ルナコーン・オン・アイス   | Antics on Ice                         | 9月5日         | 11月7日                   | 11月12日                           | ビル・モッツ／ボブ・ロス     | トム・バーナード／ショーン・クライナー                                    |
| 134      | 128      |         | 18 | 伝説のパター               | Showdown on Fairway 18                | 9月5日         | 11月7日                   | 11月12日                           | ガブリエル・ガーザ           | ケンジ・オノ                                                              |
| 135      | 118      |         | 19 | キング争奪戦               | King Me                               | 9月12日        | 11月14日                  | 11月19日                           | ガブリエル・ガーザ           | ジーン・セバスチャン・デュクロ                                            |
| 136      | 138      |         | 20 | 新人とチョコバー工場       | Private and the Winky Factory         | 9月12日        | 11月14日                  | 11月19日                           | ブランドン・ソーヤ           | フレッド・オズモンド                                                      |
| 137      | 148      | 73a     | 21 | ずっ敵                     | Best Foes                             | 10月12日       | 11月21日                  | 11月26日                           | ガブリエル・ガーザ           | ショーン・クライナー                                                      |
| 138      | 149      | 73b     | 22 | お泊まりズー               | Night of the Vesuviuses               | 10月12日       | 11月21日                  | 11月26日                           | ビル・モッツ／ボブ・ロス     | フレッド・オズモンド                                                      |
| 139      | 146      | 74      | 23 | ルナコーンの黙示録         | Operation: Lunacorn Apocalypse        | 10月12日       | 11月28日                  | 12月3日                            | ブランドン・ソーヤ           | ジーン・セバスチャン・デュクロ／ケンジ・オノ                              |
| 140      | 133      | 75a     | 24 | 成金フレッド               | Nuts to You                           | 2016年 2月20日 | 12月5日                   | 12月10日                           | ブランドン・ソーヤ           | ジェレミー・バーンスタイン                                                |
| 141      | 134      | 75b     | 25 | かわゆい肉食獣             | The Terror of Madagascar              | 2016年 2月20日 | 12月5日                   | 12月10日                           | ガブリエル・ガーザ           | エマニュエル・デリジアニス                                                |
| 142      | 139      | 76a     | 26 | バナナで逃避行             | Best Laid Plantains                   | 2月27日        | 12月12日                  | 12月17日                           | ビル・モッツ／ボブ・ロス     | ケンジ・オノ／ジェレミー・バーンスタイン                                  |
| 143      | 137      | 76b     | 27 | コワルスキー司令官         | P.E.L.T.                              | 2月27日        | 12月12日                  | 12月17日                           | ジャスティン・チャールボイス | ショーン・クライナー                                                      |
| 144      | 143      | 77a     | 28 | 宇宙ペンギン               | Operation: Swap-panzee                | 3月5日         | 12月19日                  | 12月24日                           | ジャスティン・チャールボイス | ジェレミー・バーンスタイン                                                |
| 145      | 144      | 77b     | 29 | スノーマゲドン             | Snowmageddon                          | 3月5日         | 12月19日                  | 12月24日                           | ビル・モッツ／ボブ・ロス     | エマニュエル・デリジアニス                                                |
| 146      | 145      | 78a     | 30 | 恋のトンネル               | Tunnel of Love                        | 3月12日        | 12月26日                  | 2017年 1月7日                      | ジャスティン・チャールボイス | フレッド・オズモンド／ジーン・セバスチャン・デュクロ                      |
| 147      | 140      | 78b     | 31 | パーフェクトデー           | Skipper Makes Perfect                 | 3月12日        | 12月26日                  | 2017年 1月7日                      | ブランドン・ソーヤ           | トム・バーナード                                                          |
| 148      | 147      | 79      | 32 | 私を愛したペンギン         | The Penguin Who Loved Me              | 3月19日        | 2016年 1月9日             | 1月14日                            | ビル・モッツ／ボブ・ロス     | エマニュエル・デリジアニス／トム・バーナード／ ジェレミー・バーンスタイン |
| 149      | 141      | 80a     | 33 | プリンセス・パーキーちゃん | Marble Jarhead                        | 3月26日        | 1月16日                   | 1月21日                            | ブランドン・ソーヤ           | ケンジ・オノ／フレッド・オズモンド                                        |
| 150      | 142      | 80b     | 34 | ヤツはニュースキャスター   | Goodnight and Good Chuck              | 3月26日        | 1月16日                   | 1月21日                            | ガブリエル・ガーザ           | ショーン・クライナー                                                      |

## 放送局
ここでは日本での放送を表記する。放送地域は全国放送。

### シーズン1
| 放送局       | 放送期間                                                     | 放送日時               | 備考                       |
| ------------ | ------------------------------------------------------------ | ---------------------- | -------------------------- |
| NHK教育      | 2010年4月4日 - 9月26日                                       | 日曜 7時00分 - 7時24分 | 現：NHK Eテレ              |
| NHK BShi     | 2010年9月12日 - 2011年3月20日                                | 日曜 9時00分 - 9時24分 |                            |
| ニコロデオン | シーズン1前半：2018年1月30日 - シーズン1後半：2018年6月7日 - |                        | 各話リストと放送順が異なる |

### シーズン2
| 放送局       | 放送期間 | 放送日時                 | 備考                       |
| ------------ | --- | ------------------------ | -------------------------- |
| NHK Eテレ    | 2011年4月3日 - 9月4日（本放送） 2011年12月25日（クリスマス特番） 2012年1月15日、1月22日（特別放送） 2012年2月5日 - 3月25日（再放送） | 日曜 7時00分 - 7時24分   |                            |
| NHK Eテレ    | 2013年1月26日 - 3月30日 | 土曜 17時55分 - 18時20分 |                            |
| NHK Eテレ    | 2016年1月23日 - 3月5日（本放送） | 土曜 18時00分 - 18時25分 |                            |
| NHK Eテレ    | 2017年1月28日 - 2月25日（再放送） 2017年3月25日 - 4月1日（再放送）                                                                   | 土曜 18時00分 - 18時25分 |                            |
| NHK Eテレ    | 2017年1月2日（年始特番） | 日曜 7時34分 - 8時21分   |                            |
| ディズニーXD | 2015年1月9日 - 2月27日 | 金曜 7時30分 - 8時30分   |                            |
| ニコロデオン | 2018年6月15日 - |                          | 各話リストと放送順が異なる |

### シーズン3
| 放送局                 | 放送期間                                                                       | 放送日時                 |
| ---------------------- | ------------------------------------------------------------------------------ | ------------------------ |
| ディズニー・チャンネル | 2015年5月9日 - 6月20日、 8月15日 - 9月12日、10月12日、 2016年2月20日 - 3月26日 | 土曜 15時30分 - 16時00分 |
| NHK Eテレ              | 2015年10月3日 - 2016年1月16日（本放送）                                        | 土曜 18時00分 - 18時25分 |
| NHK Eテレ              | 2016年3月12日 - 4月2日（同上）                                                 | 土曜 18時00分 - 18時25分 |
| NHK Eテレ              | 2016年10月8日 - 2017年1月21日（再放送） 2017年3月4日 - 3月18日（再放送）       | 土曜 18時00分 - 18時25分 |
| NHK Eテレ              | 2016年1月3日（年始特番）                                                       | 日曜 9時32分 - 9時56分   |

## 備考
本作は、アメリカと放送順が異なり、さらにはEテレのシーズン2からシーズン3の放送順も異なるため話に辻褄が合わない時がある。
- 「レナードの昼」：タイムマシンが完成している。→「タイムマシンにおねがい」：タイムマシン完成。
- 「僕のナイジェルおじさん」：アカリスの実在を証明。→「アカリス大捜索」：アカリスが存在しないことになっている。→「アーカーリスイルスタンの男」（Eテレ版では、「成金フレッド」）：アカリスが当たり前のように姿を見せる。
- 「夢のフィロス」：ドクター・シオフキーが記憶を失い、自分をフリッピーだと思い込んでいることが言及されている。→「私を愛したペンギン」：シオフキーが記憶を取り戻す。→「続・ドクター・シオフキーの逆襲」：シオフキーが記憶を失い、自分をフリッピーだと思い込む。[39]
- 「お泊まりズー」：ベスビオ兄弟が自分たちの行動を反省し、動物たちへの嫌がらせをやめることを明言している。→「恐怖のサーカス」：嫌がらせを遂行している。[39]

シーズン2までは次回予告が存在していたが、シーズン3から次回予告がカットされ、声の出演のメインキャラ以外の声を担当する人物についてもクレジットされなくなった（メインキャラも登場がない回はクレジットされない）。また、スタッフクレジットもシーズン2までは1つずつ表示していたが、シーズン3からはまとめて表示するようになった。なお、本作が土曜に移動した後も年末年始の特番に限り日曜に放送されることがある。

## ペンギンズ FROM マダガスカル ザ・ムービー
ペンギンズを主人公にした映画。本テレビシリーズの劇場版ではなく『マダガスカル3』の続編として制作されており、キャスティングもそちらに基づいている。ただし日本語吹き替え版では、テレビシリーズにおける主要キャストの多くが別役として出演している。
詳細は『ペンギンズ FROM マダガスカル ザ・ムービー』を参照。

## DVD
当初は2011年3月11日リリース予定だったが東日本大震災により長期間延期されていた。しかし2012年7月13日に再びリリースすることがニコロデオンサイトで発表された。
- 収録内容

『ザ・ペンギンズ from マダガスカル ペンギンズ、DVDデビュー』
「ペンギンズ、月へ行く?」「マダガスカルからの物体X」「ハラハラ時計爆弾」「ゴーフィッシュ!」「小脱走」「ルームメイト」「人気者で行こう!」「クロコダイル シンガー」「ワイルド・マリーン」「局員Xの追跡」
『ザ・ペンギンズ from マダガスカル ハッピー・キング・ジュリアン・デー』
「キング・ジュリアン・デー」「バッテリーズ」「王様の私」「モートとぬいぐるみ工場」「愛と王冠はドブの中に」「ペンギンズ・オブ・サンダー」「いつも心に太陽を」「マイ, ロボット」
『ザ・ペンギンズ from マダガスカル メリー・キッズマス』
「メリー・キッズマス」「ゴールデン スクイレル 〜失われたお宝〜」「ボディガード」「ミラクル・オン・アイス」「ザ・ヘルメット」「噴水に願いを」「アカリス大捜索」
『ザ・ペンギンズ from マダガスカル ミッションはインポッシブル? ポッシブル!?』
「局員Xリターンズ」「ジャングルの掟」「超人モート」「ハチとの遭遇」「おみくじクッキー」「クール＆ヒート」「ゾウは決して忘れない」「運命の恋人」
『ザ・ペンギンズ from マダガスカル パトロール隊、始動!』
「ドクター・シオフキーの逆襲」「隊長はニュースキャスター」「動物園スキャンダル」「空のギャング」「失われたブギ」「さびしんぼうキング」「触れられざる者」